# موزه ملی هوانوردی آرژانتین
موزهٔ ملی هوانوردی «سرتیپ ادموندو سیواتی برناسکونی» (به اسپانیایی: Museo Nacional de Aeronáutica "Brigadier Edmundo Civati Bernasconi) در شهر مورون در استان بوئنوس آیرس در کشور آرژانتین واقع شده است. این موزه در سال ۱۹۶۰ تأسیس شده است و به تاریخ صنعت هوانوردی به‌ویژه نیروی هوایی آرژانتین اختصاص دارد.
در این مکان، کُلِکسیونی از چند هواپیمای منحصر به فرد وجود دارد. ازجمله نمونه‌های اولیه جت‌های پولکی-۱ و پولکی-۲، گلایدر اوروبو، هواپیمای آموزشی آی-ای-ایی ۲۲ دی-ال و یک هواپیمای لاتکوئر ۲۵ که نویسنده و خلبان مشهور فرانسوی آنتوان دوسنت‌اگزوپری، با آن پرواز نموده است.

## تاریخچه
در ۱۳ ژانویه ۱۹۶۰ (۲۲ دی ماه ۱۳۳۸ خورشیدی) و با فرمان شماره ۲۶۴/۶۰ ریاست جمهور وقت آرژانتین، این موزه تأسیس شد. اولین مدیر و حامی اصلی آن، سرتیپ ادموندو سیواتی برناسکونی بود.
در ابتدا، هواپیماها در پارک هوایی خورخه نیوبری در فضای باز و بدون هر گونه محافظتی در برابر شرایط جوی به نمایش گذاشته شدند. در دهه ۸۰ میلادی پیشنهاد شد که برای محافظت از هواپیماها، مکان موزه جابجا شود. در این راستا، تأسیسات جدیدی در نزدیکی فرودگاه بین‌المللی مینیسترو پیستارینی پیشنهاد شد.
در سال ۲۰۰۱ این موزه به فرودگاه و پایگاه هوایی مورون، که محل اولین فرودگاه بین‌المللی آرژانتین است، منتقل شد. در این مکان آشیانه‌هایی برای محافظت از بیشتر کُلِکسیون هواپیماهای موجود، فراهم شده بود.

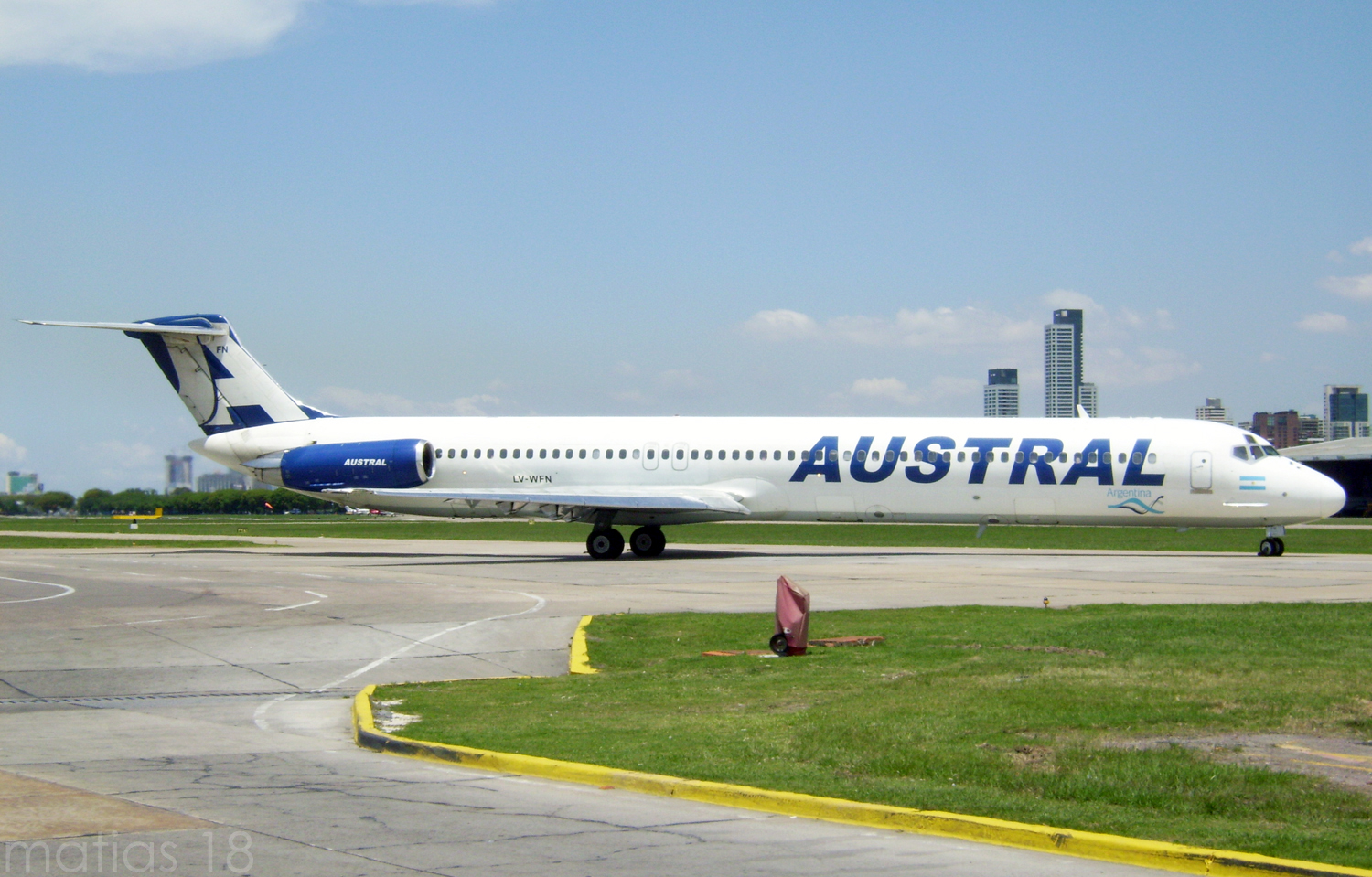
مک‌دانل داگلاس ام‌دی-۸۰ باشماره سریال LV-WFN در سال ۲۰۰۹، هواپیمایی که بعداً در سال ۲۰۱۳ به موزه ملی هوانوردی آرژانتین اهدا شد

در فوریه ۲۰۱۳، یک مک‌دانل داگلاس ام-دی-۸۰ که سابقاً با شماره سریال LV-WFN از ناوگان خط هوایی آوسترال بود، برای بازسازی و نمایش اهدا شد. هواپیمای اهدایی به دلیل داشتن بیشترین تعداد ساعات پرواز در سراسر جهان برای این نوع از هواپیما (۷۰٬۴۴۴ ساعت در ۶۰٬۳۵۰ چرخه) تا مارس ۲۰۱۲، زمانی که بازنشسته شد، قابل توجه است.

## امکانات
این موزه به سالن‌های مختلفی تقسیم شده است، که به هر کدام از آن‌ها به موضوعات خاصی اختصاص یافته‌اند:
- 1.محرکه‌ها (موتورها) (به اسپانیایی: Motores) بخش نمایش موتورهای هوایی.
- 2.مالویناس (اشاره به جزایر مالویناس) (به اسپانیایی: Malvinas) در این بخش یک هواپیمای آب‌نشین از نوع گرومن اچ‌یو-۱۶ آلباتروس به نمایش گذاشته شده، که در طِی جنگ فالکلند از آن برای ایجاد خط ارتباطی فی‌مابین کومودورو ریواداویا و مالویناس (جزایر فالکلند) استفاده می‌شد.
- 3.جنوبگان (به اسپانیایی: Antartida). برای مواد مورد استفاده در قطب جنوب.
- 4.پیشگامان (به اسپانیایی: Pioneros) بخش اختصاص داده شده به پیشگامان صنعت هوانوردی.
- 5.برج مراقبت (به اسپانیایی: Torre de control) جزئیات یک برج مراقبت.
- 6.گاسوس (به اسپانیایی: Pegaso) فضایی برای میزبانی رویدادها.
- 7.ایکاروس (به اسپانیایی: Icaro) کافی شاپ.

به علاوه دارای فروشگاه کوچکی برای خرید یادگاری و هدایا است.

## کلکسیون

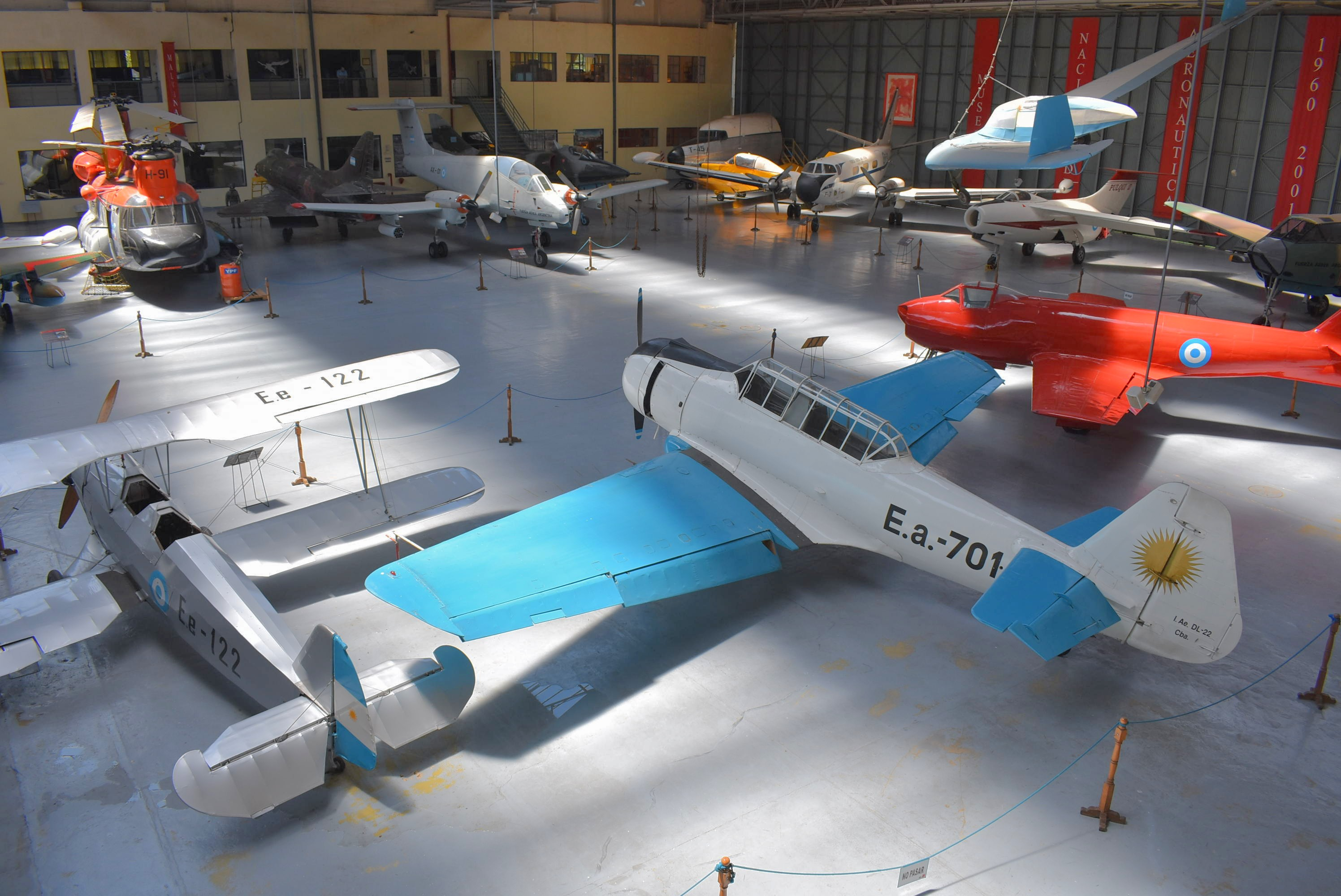
بخشی از کُلِکسیون موزه در یکی از آشیانه‌ها

### هواگردها
هواگردهای به نمایش گذاشته شده:
بال ثابت

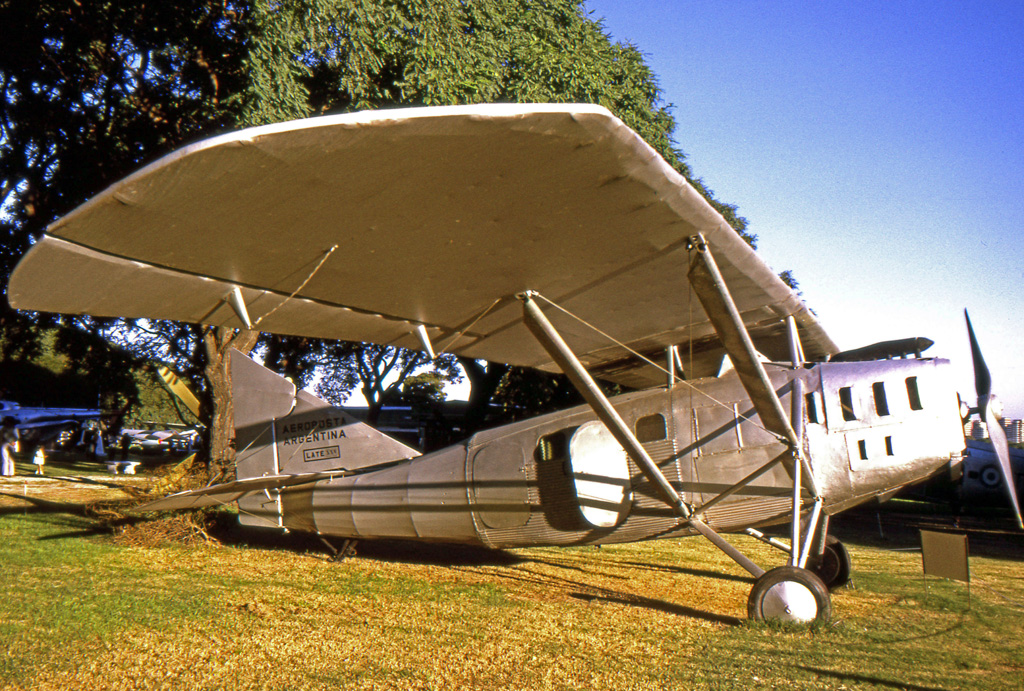
لاتکوئر ۲۵در پارک هوایی خورخه نیوبری در سال ۱۹۷۵

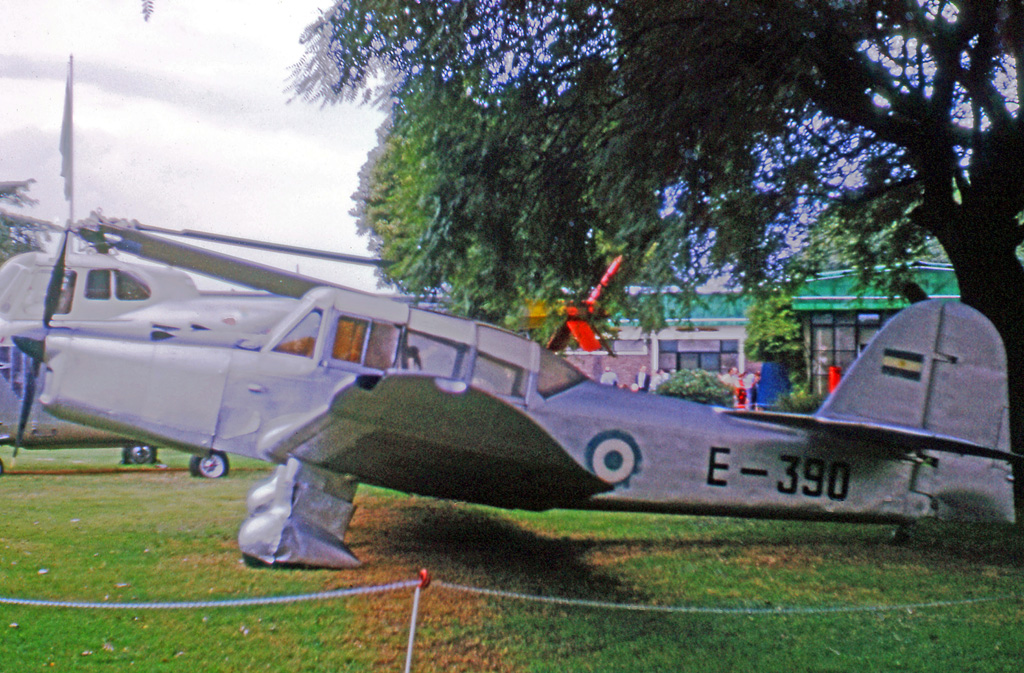
هواپیمای آموزشی بریتانیایی پرسیوال پرنتیس در پارک هوایی خورخه نیوبری در سال ۱۹۷۲

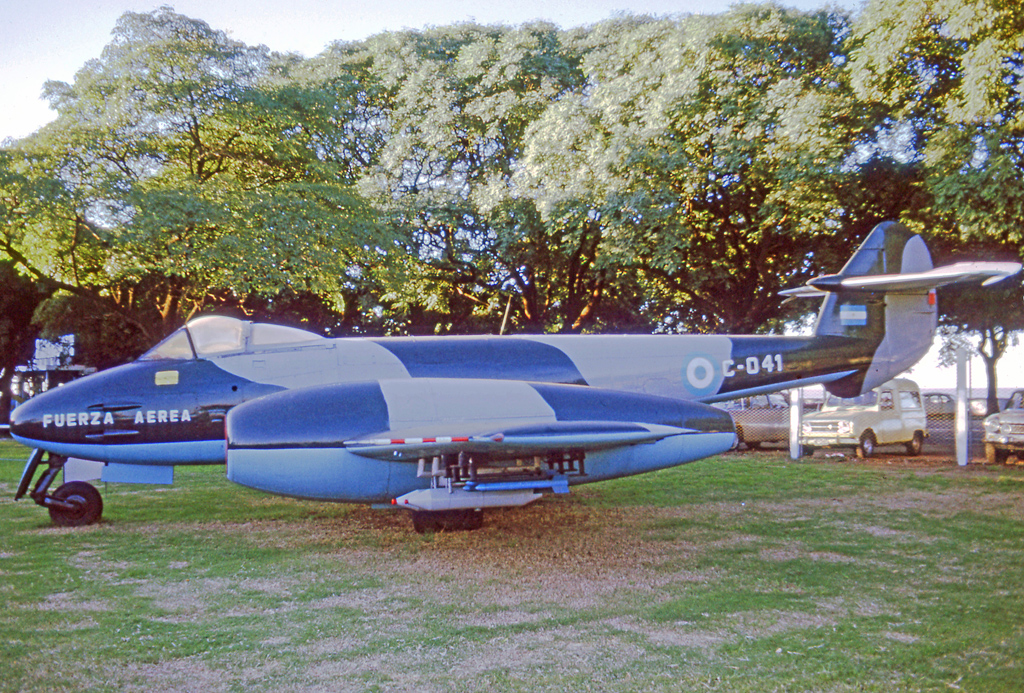
گلاستر متئور، در محل قبلی نمایش آن در موزه ملی هوانوردی آرژانتین (پارک هوایی خورخه نیوبری) در سال ۱۹۷۵

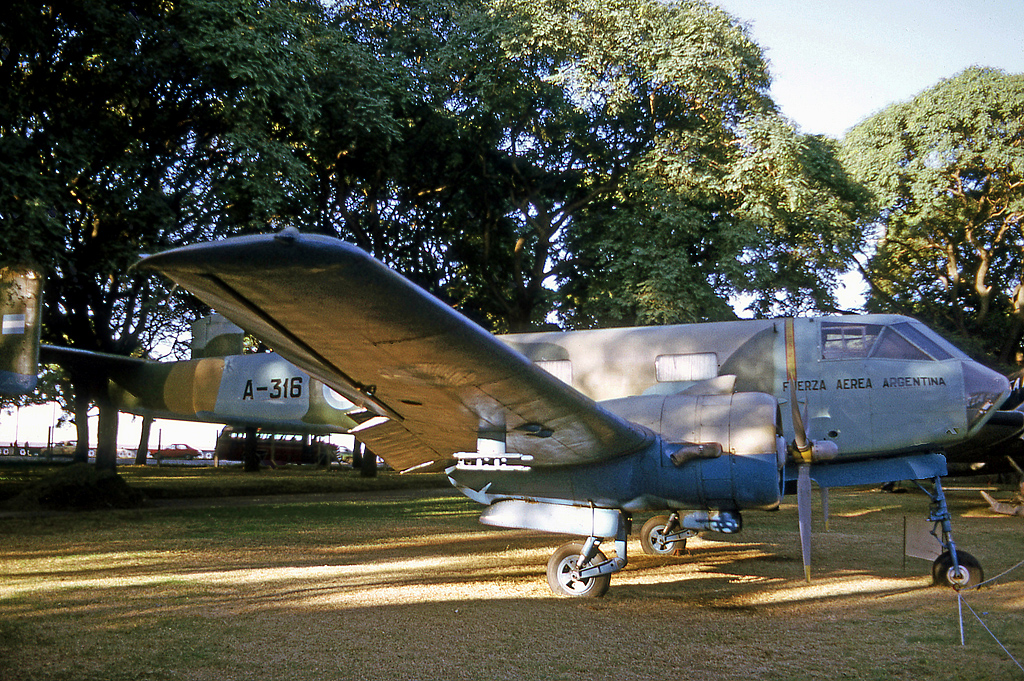
هواپیمای چند منظوره آی‌ای ۳۵ اوانکرو در پارک هوایی خورخه نیوبری، سال ۱۹۷۵

- بمب افکن آورو لینکلن بی. ۲ بی-۰۰۴, با شماره بی-۰۱۰[۳][۴]
- بیچ کرافت ای تی-۱۱ Kansan[۴]
- بلریو ۱۱[۴]
- بوئینگ ۷۳۷ ال وی دبلیو تی کی اهدایی از طرف، ارولینیاس آرژانتیناس
- بریستول فرایتر ۱ای[۴]
- داسو میراژ ۳ از گونه سی،[۴] دی ای (آی-۲۰۰) و ایی ای (آی-۰۱۱)[۵]
- دی هاویلند بیور[۴][۴]
- دی هاویلند داو[۴]
- دینفیا آی-ای-۳۵ بی اُوانکِرو ای-۳۰۵[۴]
- داگلاس ای-۴ اسکای‌هاوک، از گونه ای-۴ پی (سی-۲۰۷) و ای -۴ سی و (سی-۳۲۲)[۴]
- داگلاس سی-۴۷ اسکای‌ترین ای-۸۵ دی ال تی ای-۰۵ تغییر یافته برای ترابری ودر قطب جنوب[۴]
- داگلاس سی-۵۴ اسکای‌مستر (کابین)
- انگلیش الکتریک کانبرا بی ام کی. ۶۲ بی-۱۰۹، آخرین فروندی که مأموریتی را در جنگ فالکلند به انجام رسانید.[۴][۶]
- فیرچایلد ۸۲دی LV-FHZ (ex-T-152, msn 66)[۴]
- فیرچایلد اسویرنگن مترو-۲ (در حال حاضر[چه زمانی؟] تحت بازسازی می‌باشد)[نیازمند منبع]
- Farman HF.7[۴]
- فیات جی.۴۶, هواپیمای آموزشی دوران پس از جنگ جهانی دوم[۴][۷]
- هرکولس سی-۱۳۰ بی
- آی.ای‌ایی ۲۲ دی‌ال (سی/ان ۷۲۸)، هواپیمای آموزشی تولید شده توسط فابریکا میلیتار دی آویونس (اف.ام. ای)[۴][۸]
- اف ام ای آی. ای ۲۷ پولکی-۱ نمونه اولیه، اولین جت طراحی و تولید شده در آمریکای لاتین[۴][۹]
- اف ام ای آی ای ۳۳ پولکی-۲ نمونه اولیه ۵، اولین جنگنده جت با بال خمیده که در آمریکای لاتین طراحی و تولید شد.[۴][۱۰]
- FMA IA 41 Urubú, flying wing glider designed by Reimar Horten[۴]
- اف‌ام‌ای آی‌ای ۵۰ گوارانی ۲ اف-۳۱ و ال کیو-جی ایکس وای.[۴]
- اف ام ای آی‌ای ۵۳ مامبورتا[۴]
- اف‌ام‌ای آی‌ای ۵۸ پوکارا[۴]
- اف. ام. ای آی. ای-۶۳ پامپا ایی ایکس-۰۳ نمونه با ابعاد معادل هواپیمای اصلی[۴]
- فوکه-وولف اف‌و ۴۴, هواپیمای آموزشی دوباله[۴]
- فوکر اف۲۷-۶۰۰ تی-۴۲[۴]
- گلاستر متئور[۴][۱۱]
- گرومن اچ‌یو-۱۶ آلباتروس[۴]
- هیلر او اچ-۲۳ایی[۴]
- هیوز ۳۶۹اج ایی[۴]
- آی‌ای‌آی دگر[نیازمند منبع]
- یونکرس یو ۳/۵۲ام[۴][۱۲][۱۳][۱۴]

بالگرد
- بل یواچ-۱اچ[۴]
- بوئینگ سی‌اچ-۴۷ شینوک
- ام‌بی‌بی‌بو ۱۰۵
- هواچرخ سی.۳۰ کیروا[۴][۷]
- سیکورسکی اس ۵۵بالگرد، اچ-۰۴[۴]
- سیکورسکی اس-۶۱آر اچ-۰۲ مورد استفاده برای پروازهای ریاست جمهوری آرژانتین[۴][۱۵]

### موتورها
- موتورخطی نیپیر سیبر۲ای
- موتور شعاعی دیزل پکارد دی‌آر-۹۸۰

### سایر
سایر مواردی که به نمایش گذاشته شده است:
- خودروآناساگاستی، درنیروی هوایی آرژانتین مورد استفاده قرار می‌گرفت
- تراکتور پامپا

## نگارخانه

### هواگردهای به نمایش درآمده

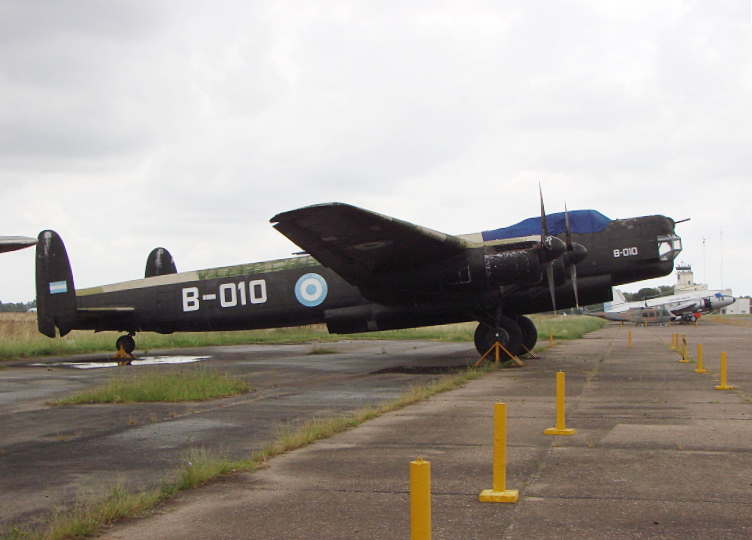
بمب افکن آورو لینکلن بی.۲
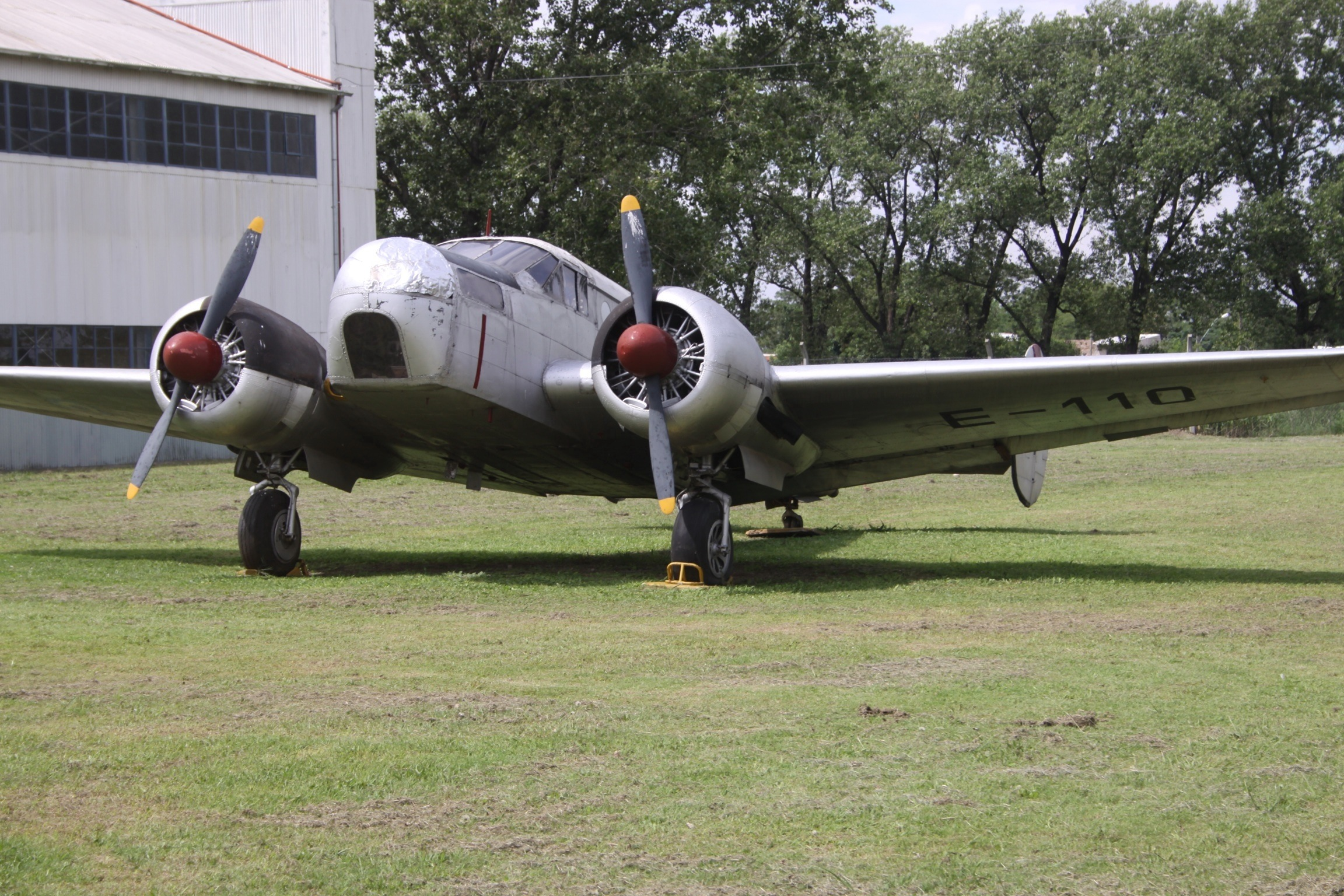
بیچ کرافت ای تی-۱۱ Kansan '
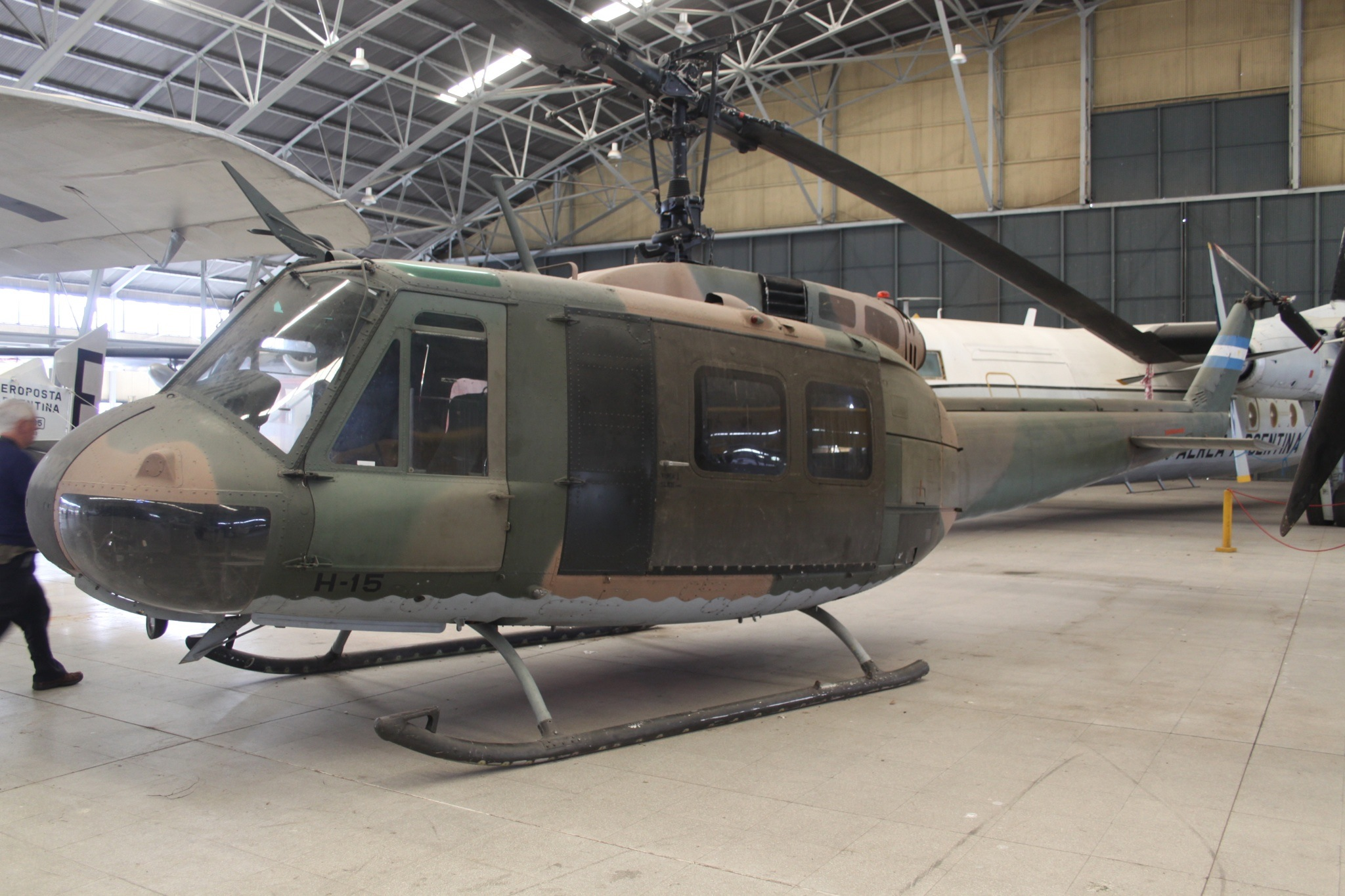
بل ۲۰۵ ( یواچ-۱)
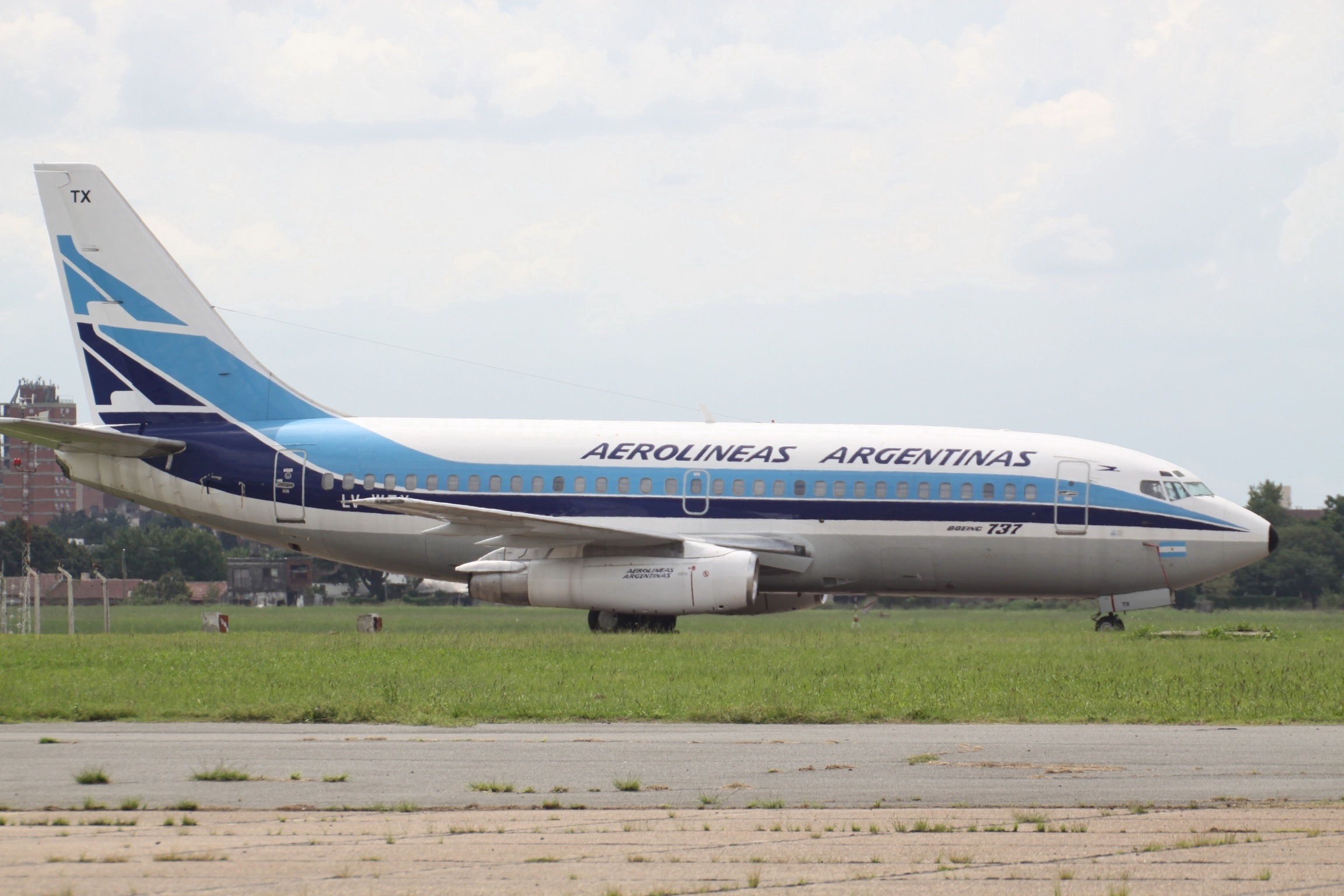
بوئینگ ۷۳۷ ال وی-دبلیو تی کی
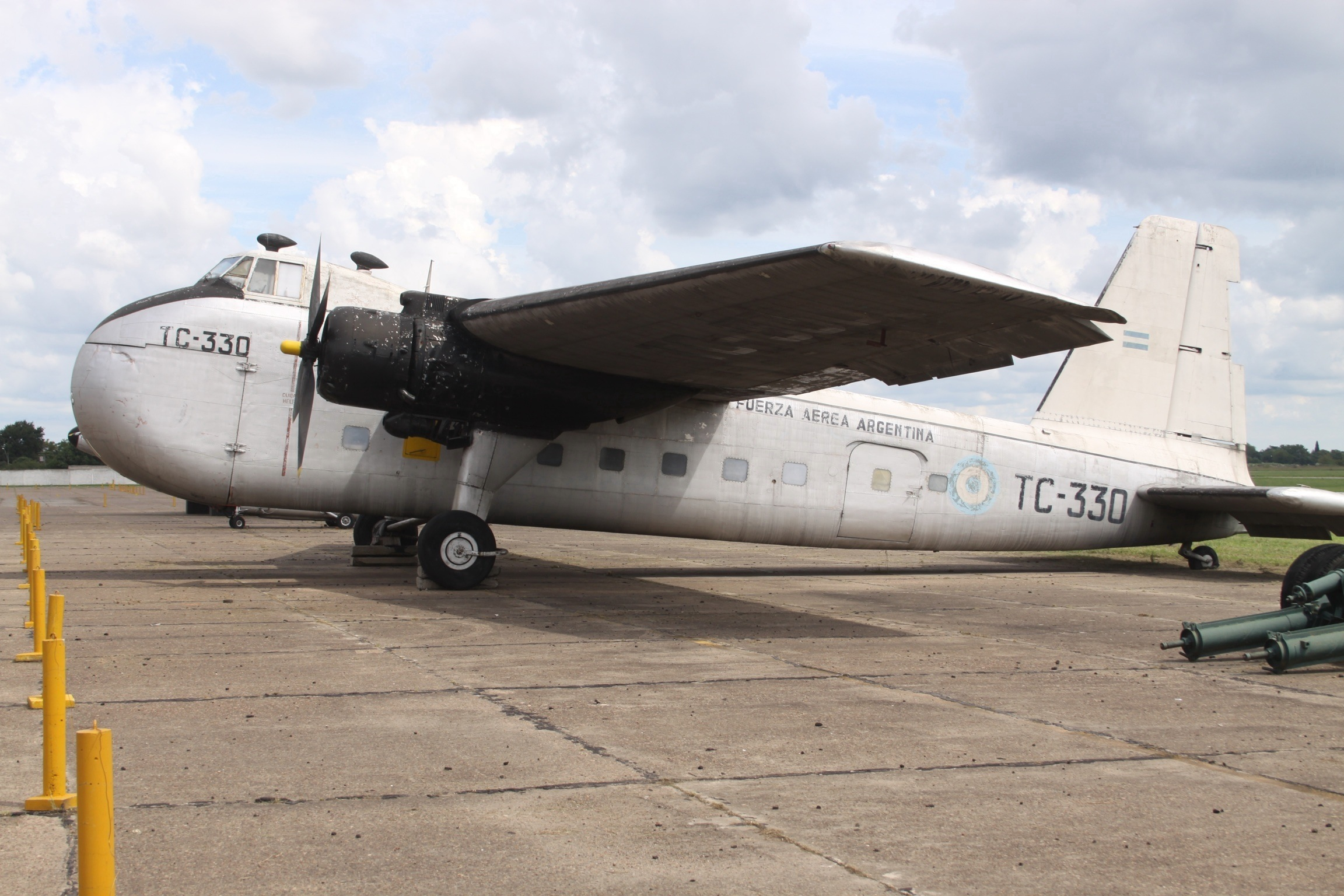
بریستول فرایتر ۱ای
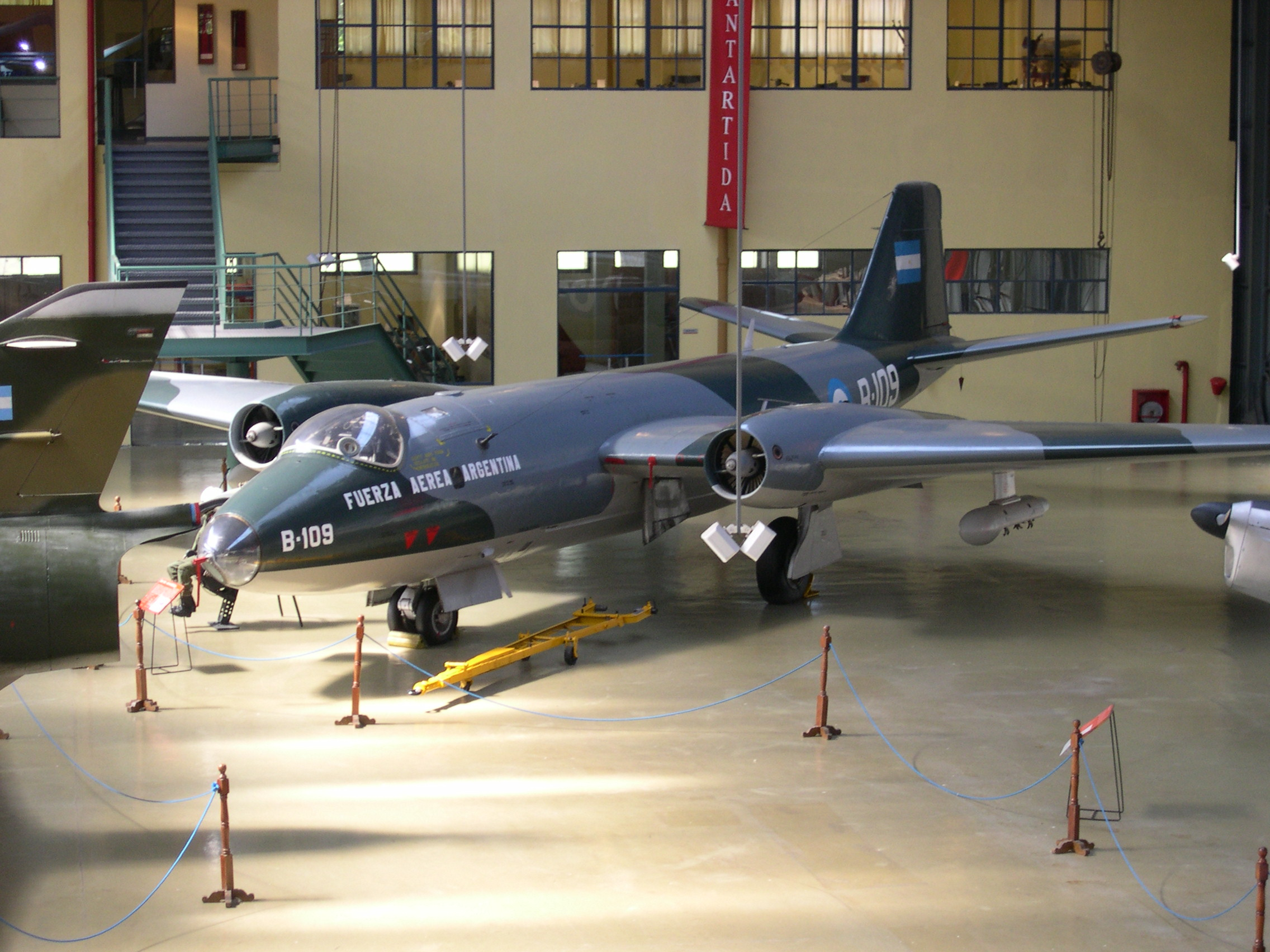
انگلیش الکتریک کانبرا
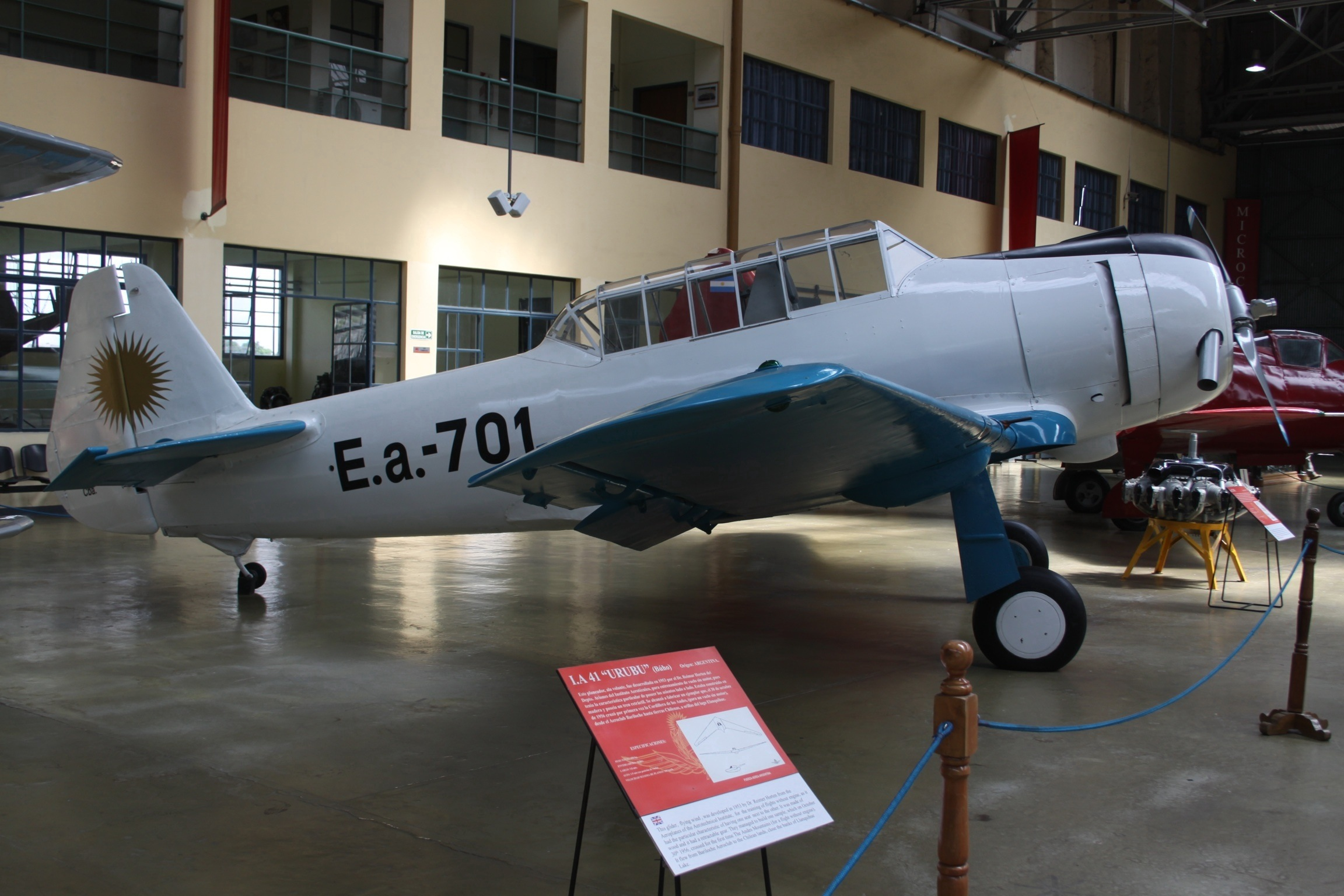
آی.ای‌ایی ۲۲ دی‌ال
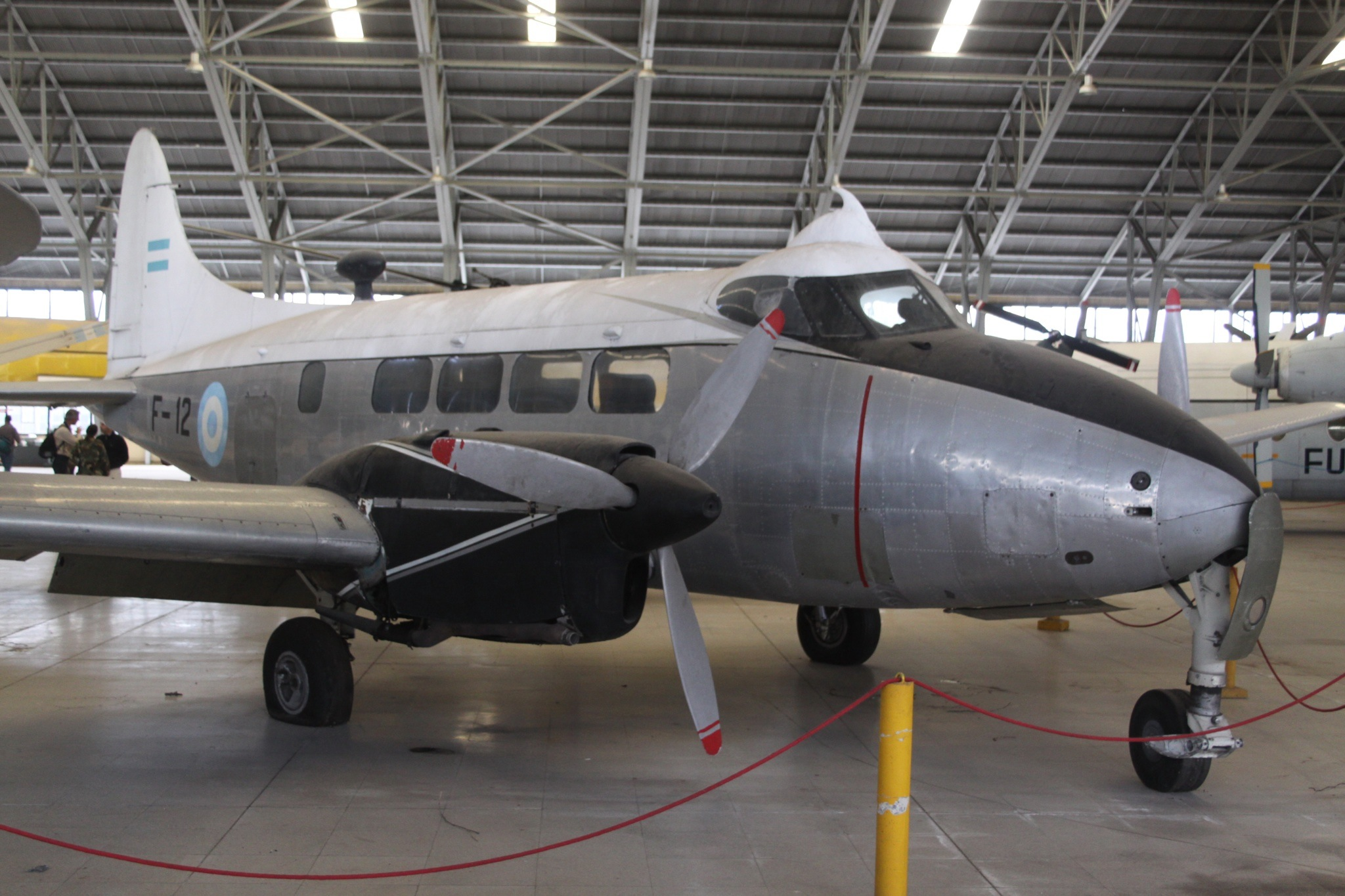
دی هاویلند داو
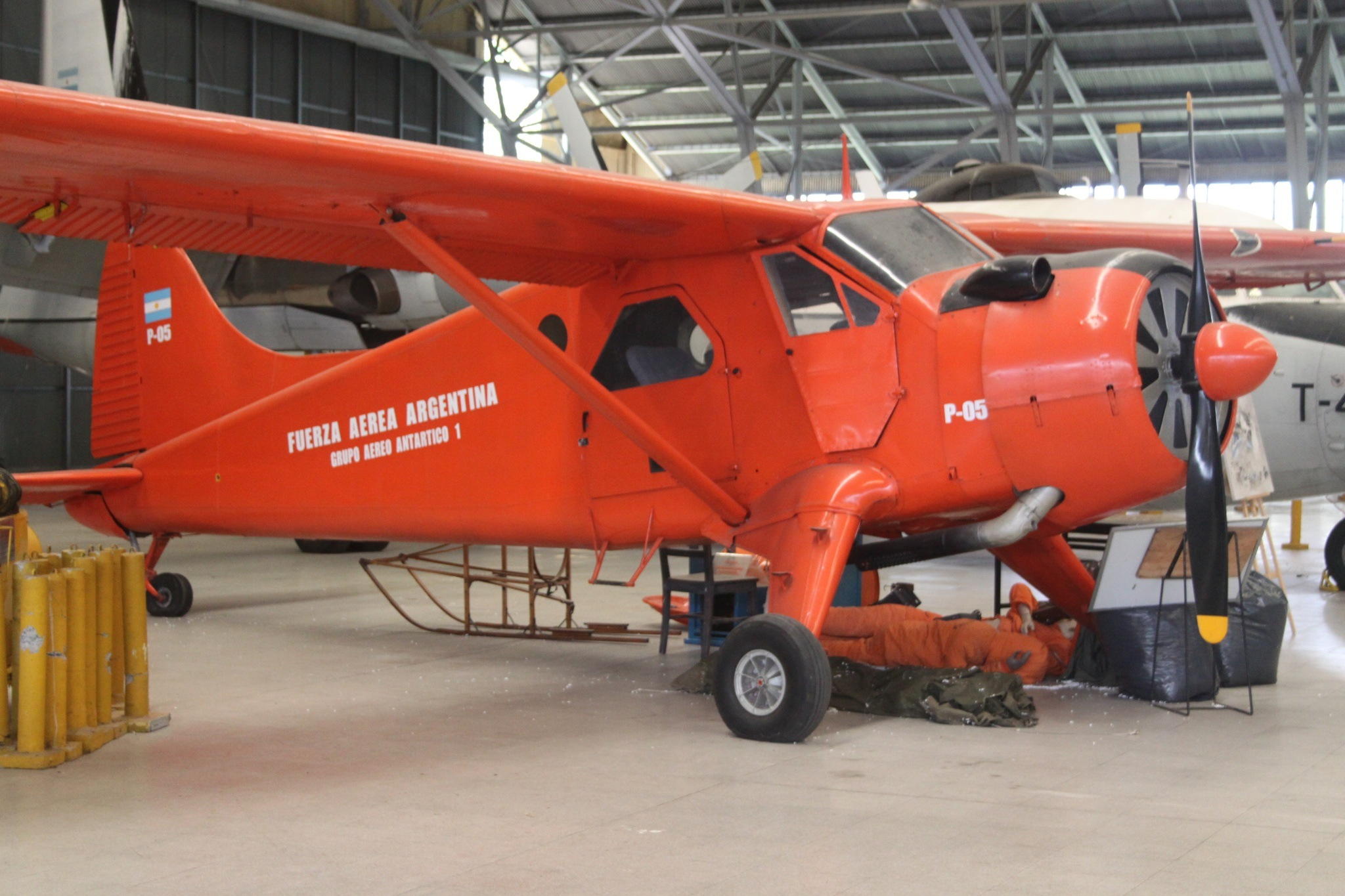
ی‌اچ‌سی-۲ بیور
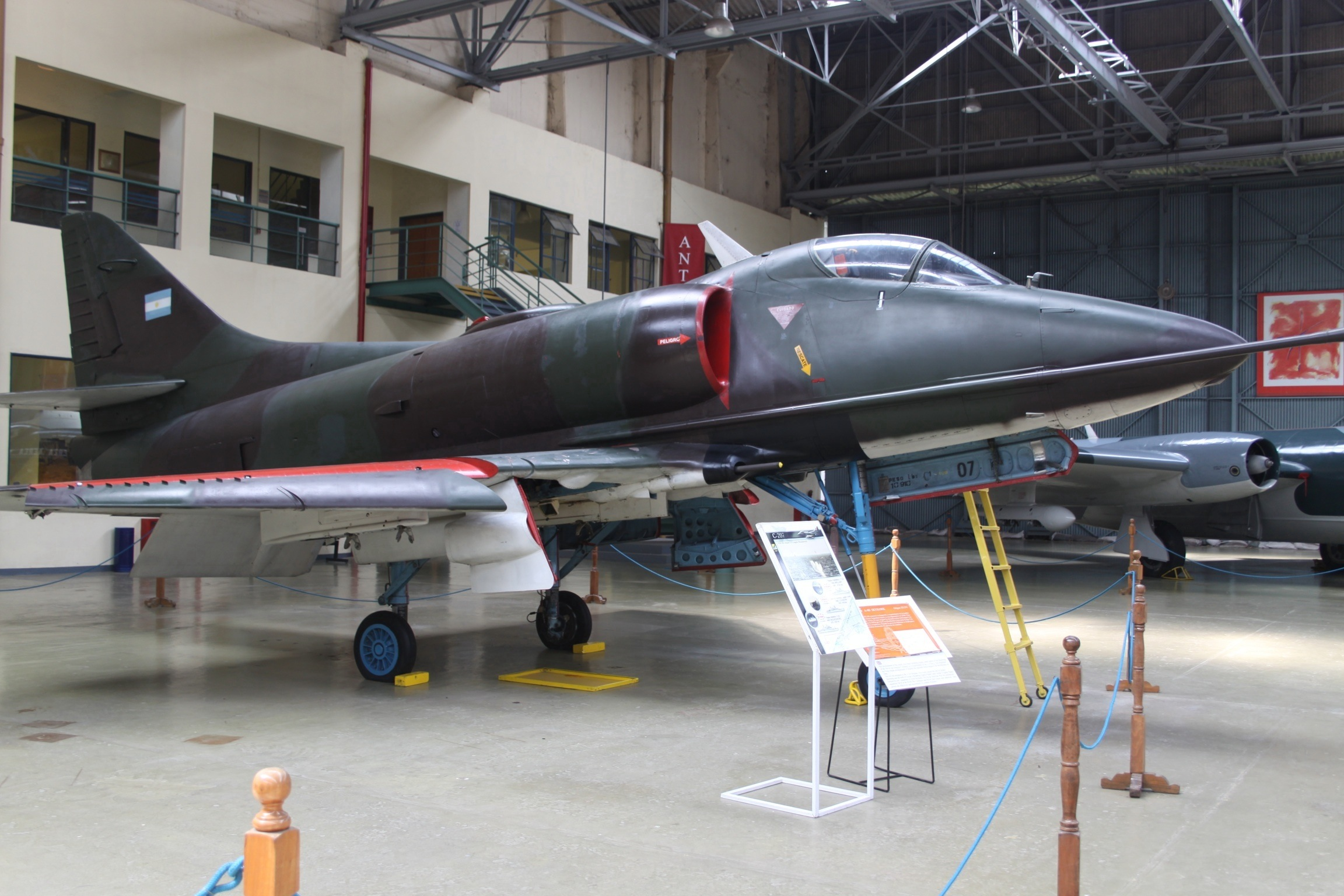
داگلاس ای-۴ پی اسکای‌هاوک سی-۲۰۷
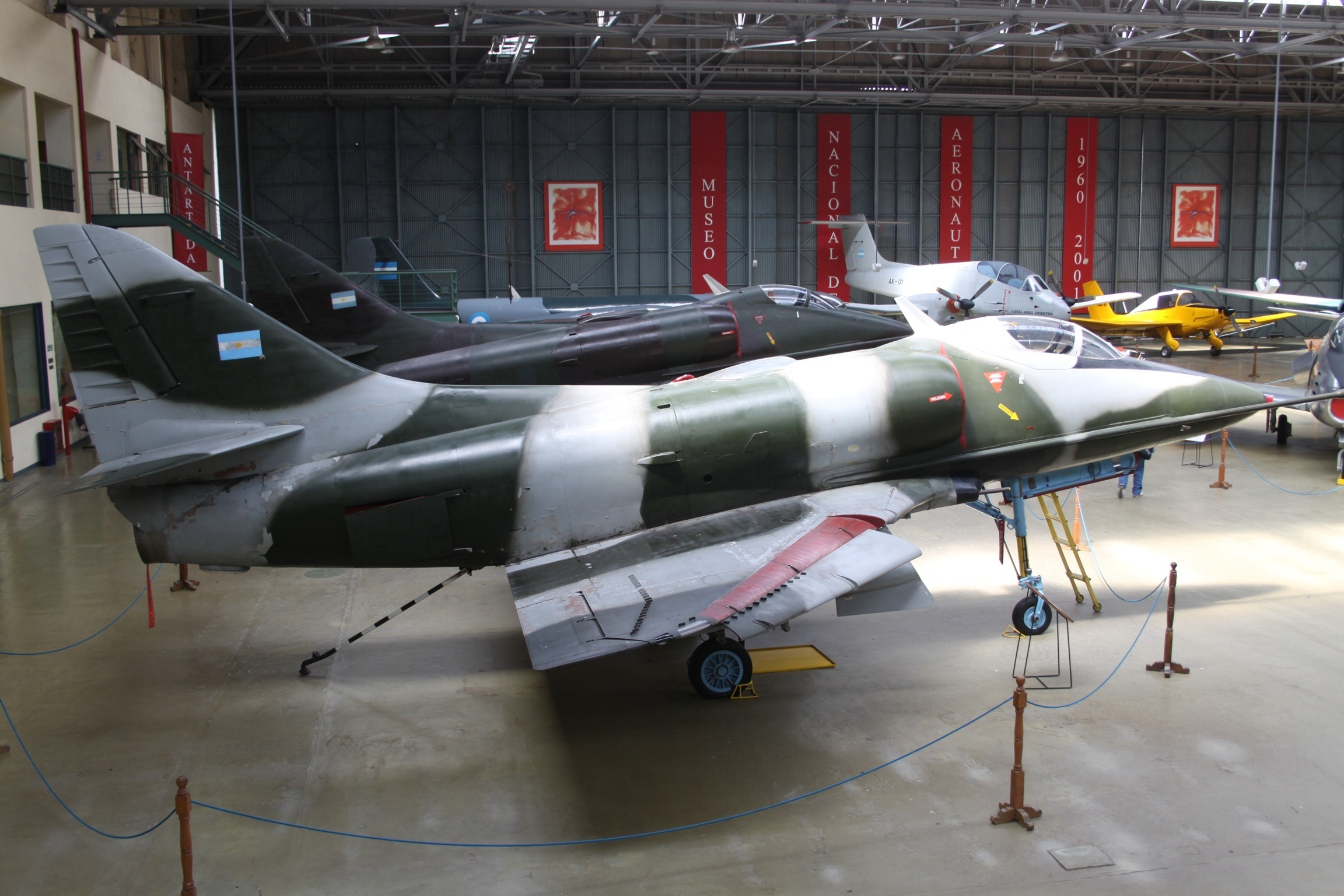
داگلاس ای-۴ سی اسکای‌هاوک سی-۳۲۲
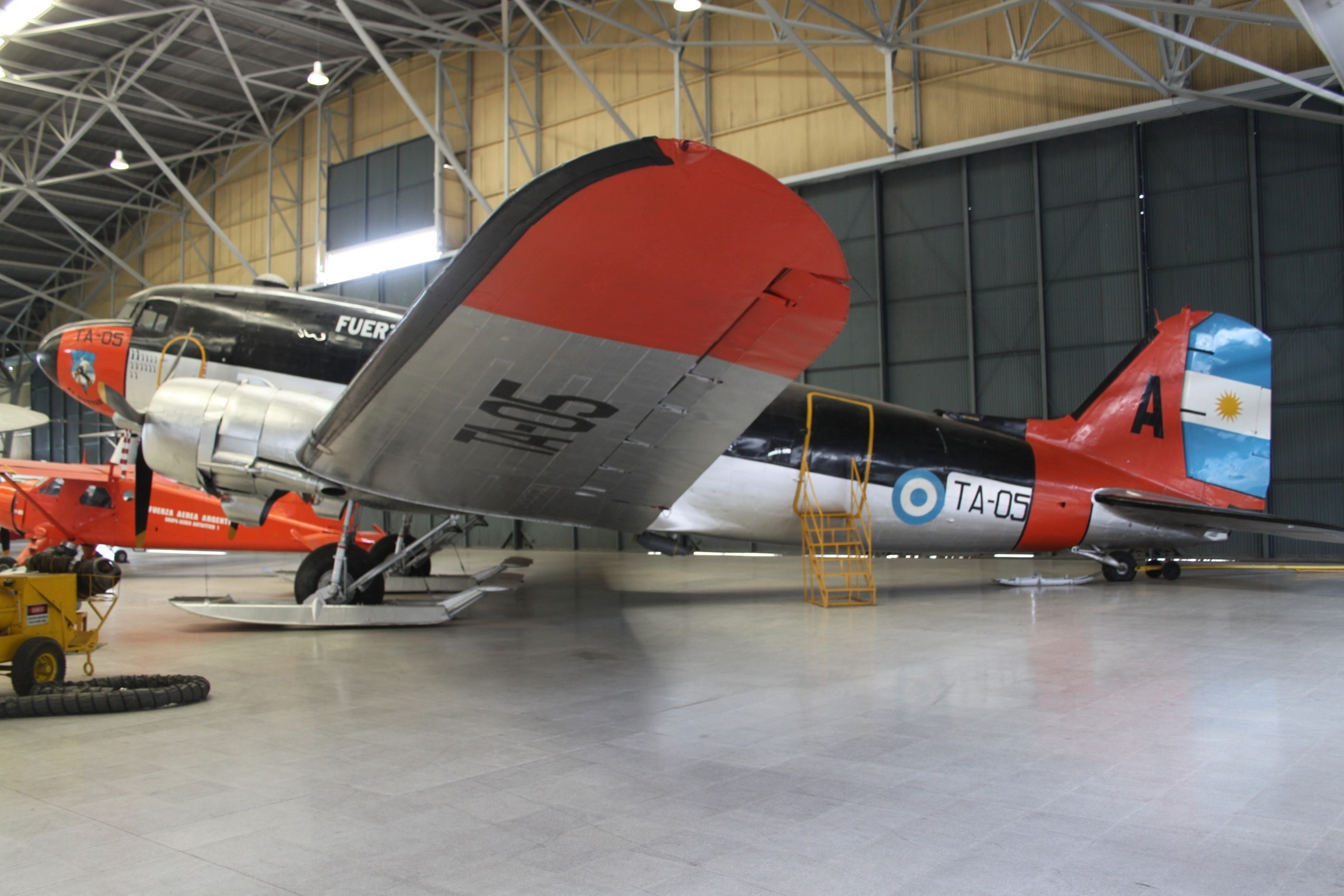
داگلای دی‌سی-۳ تی‌ای-۰۵
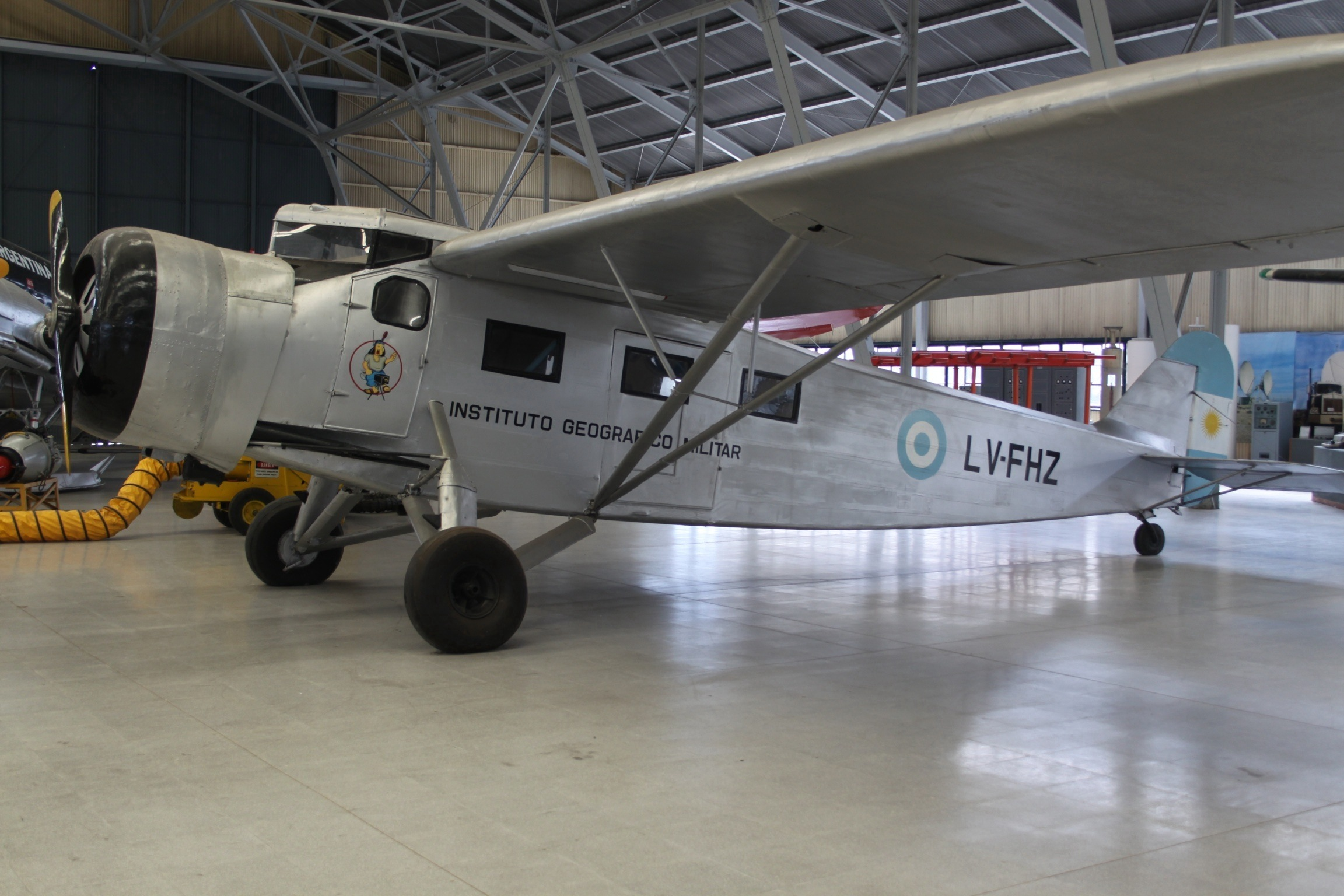
فیرچایلد ۸۲دی
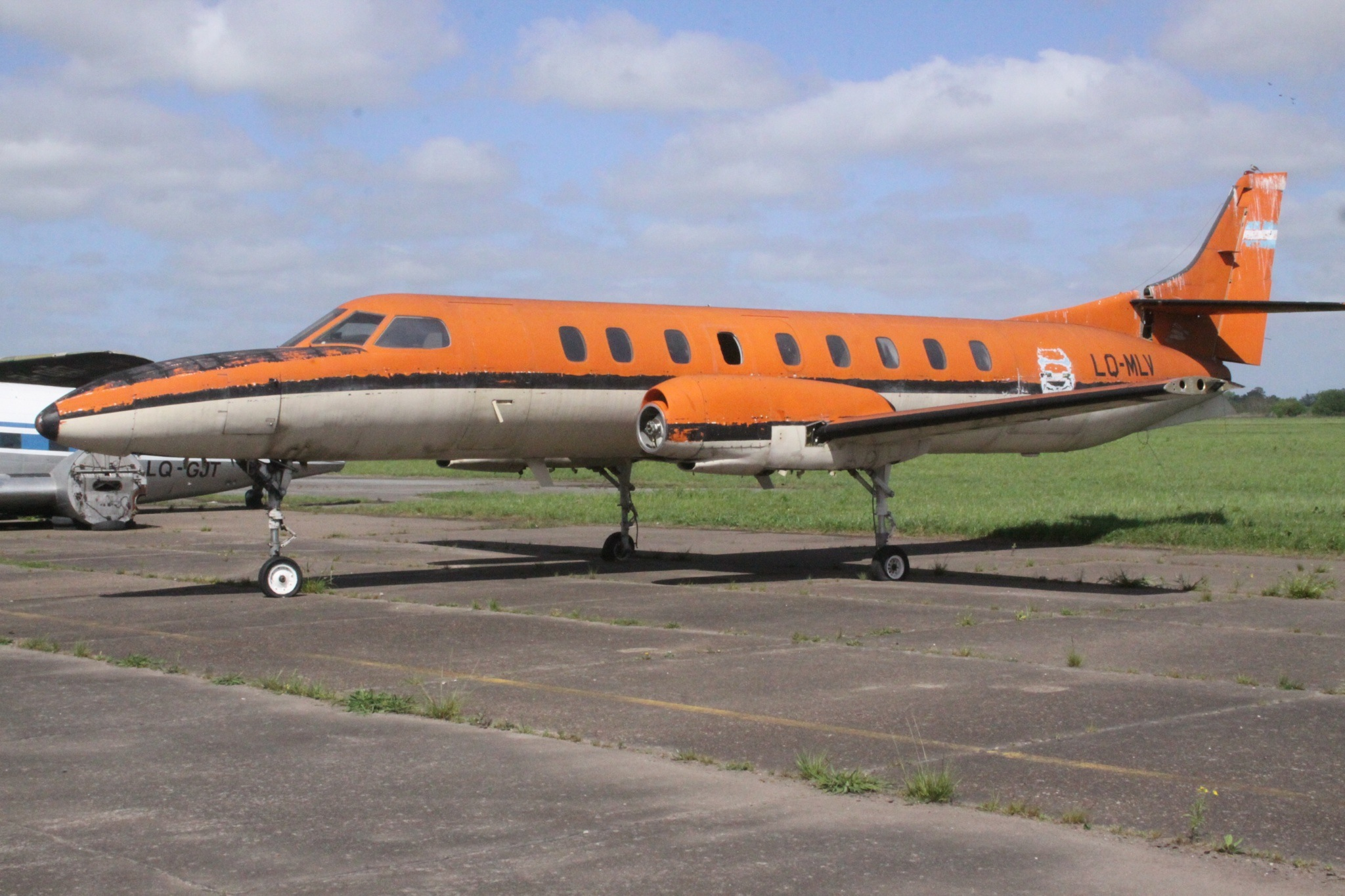
اسویرنگن مترولاینر ال‌کیو-ام‌ال‌وی
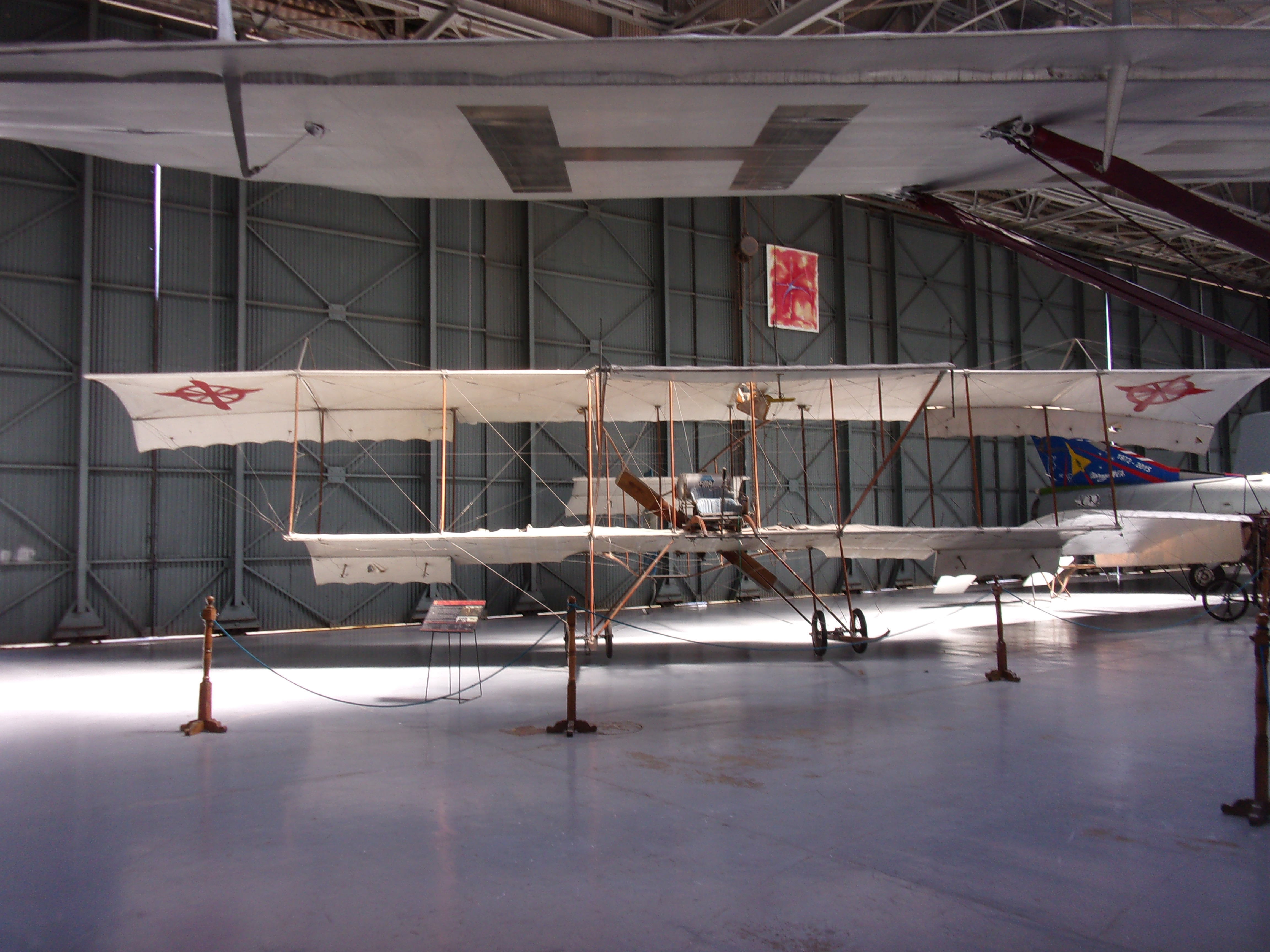
Farman replica
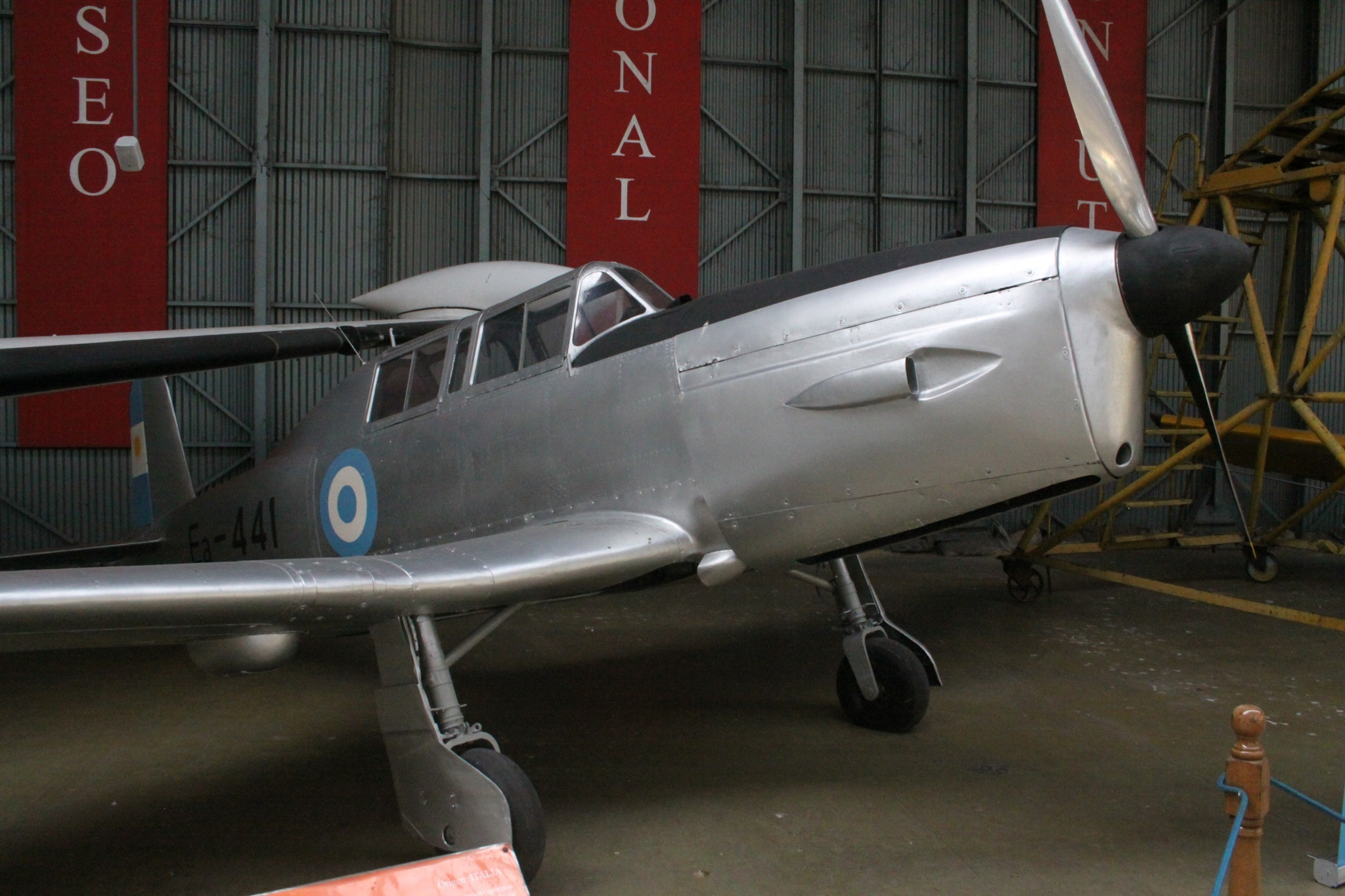
فیات جی.۴۶-۵ بی
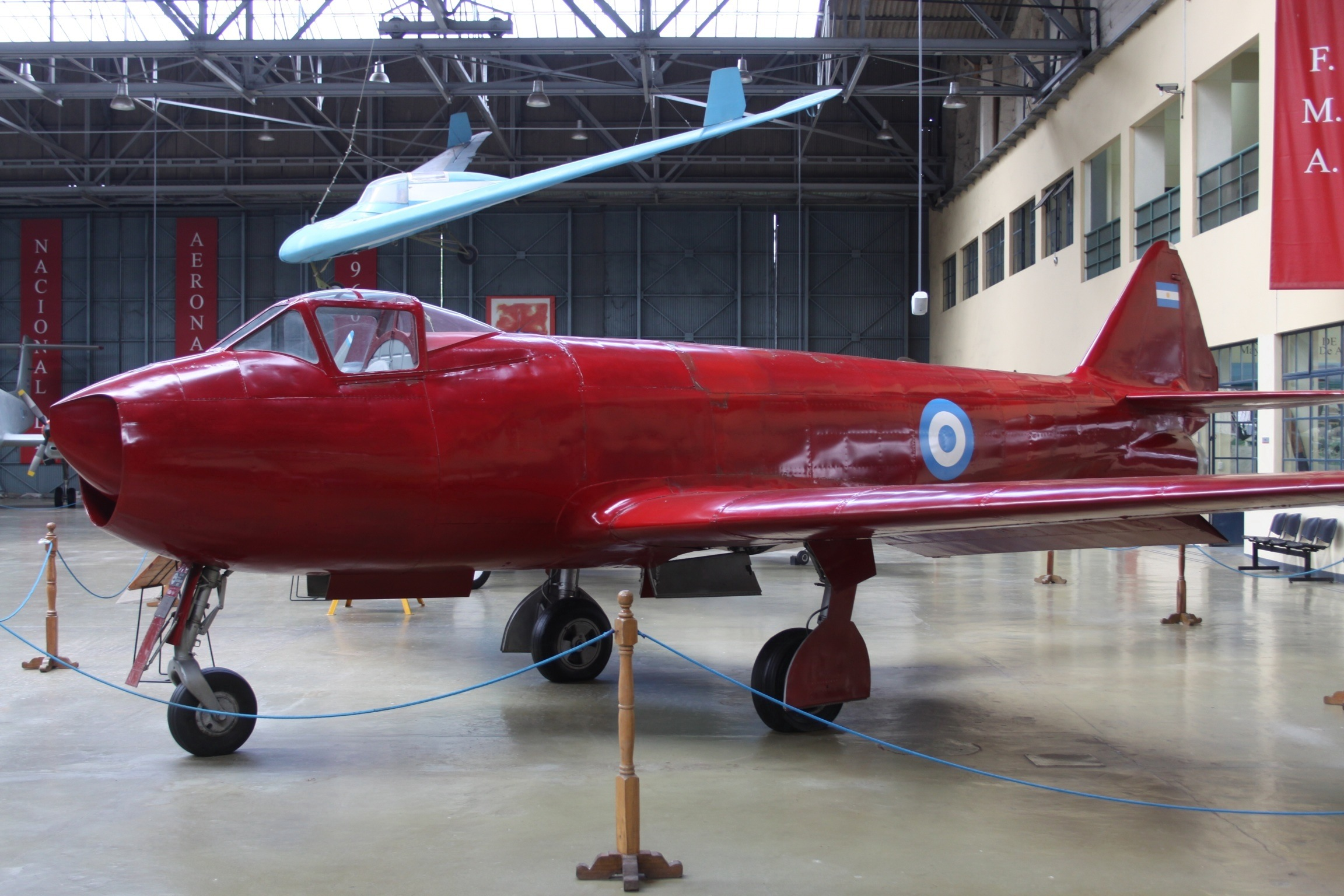
اف ام ای آی.ای ایی.۲۷ پولکی-۱ ،نمونه اولیه
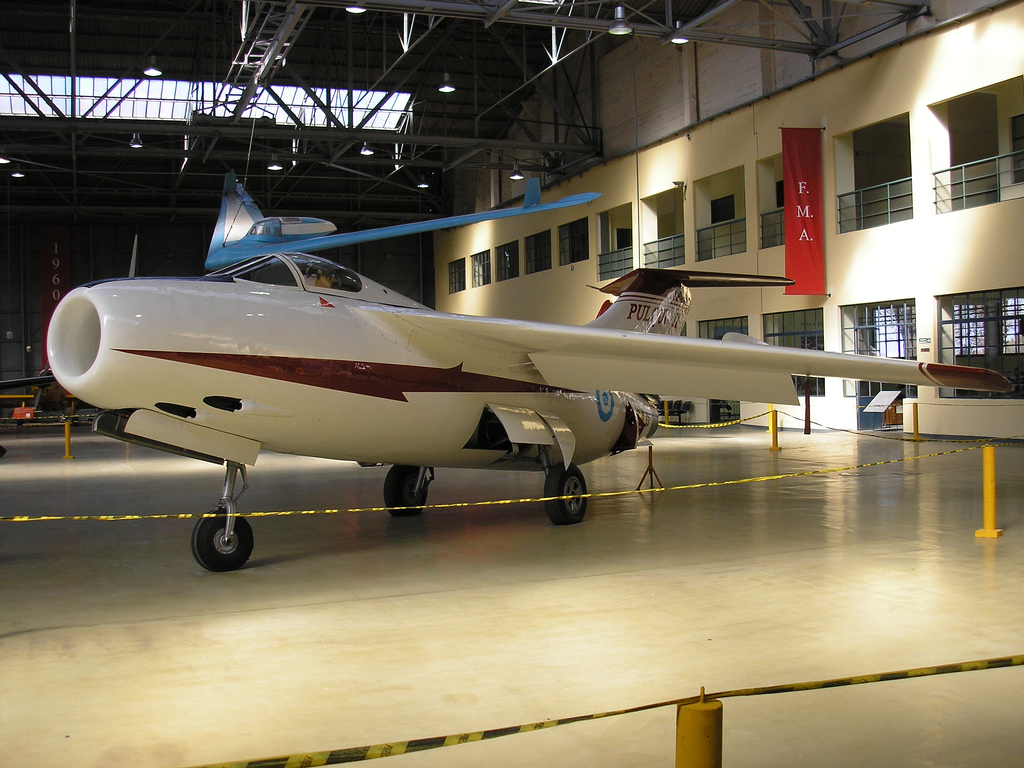
اف ام ای آی ای ایی ۳۳ پولکی-۲، نمونه اولیه شماره ۵
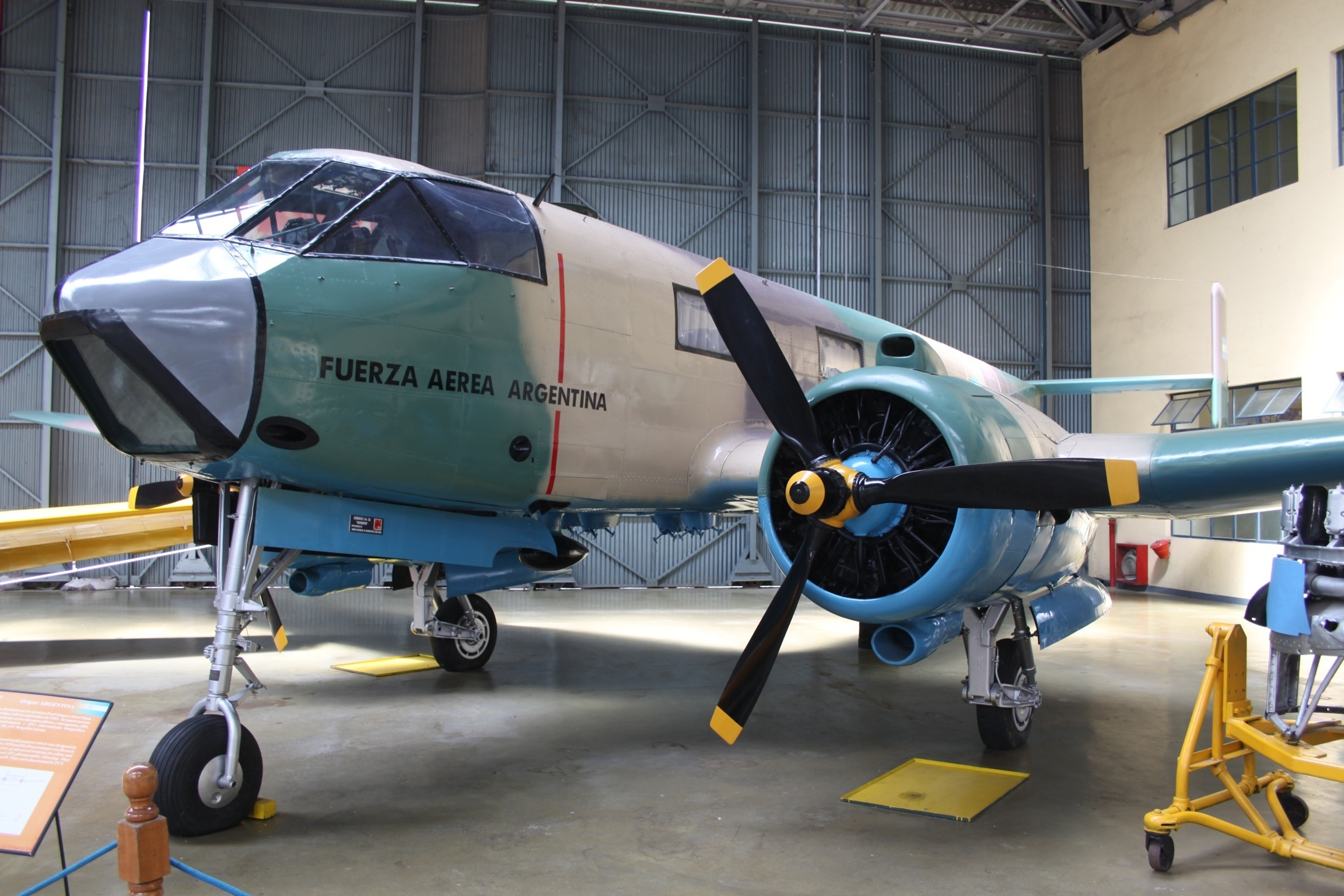
آی .ای ۳۵ اُوانکِرو
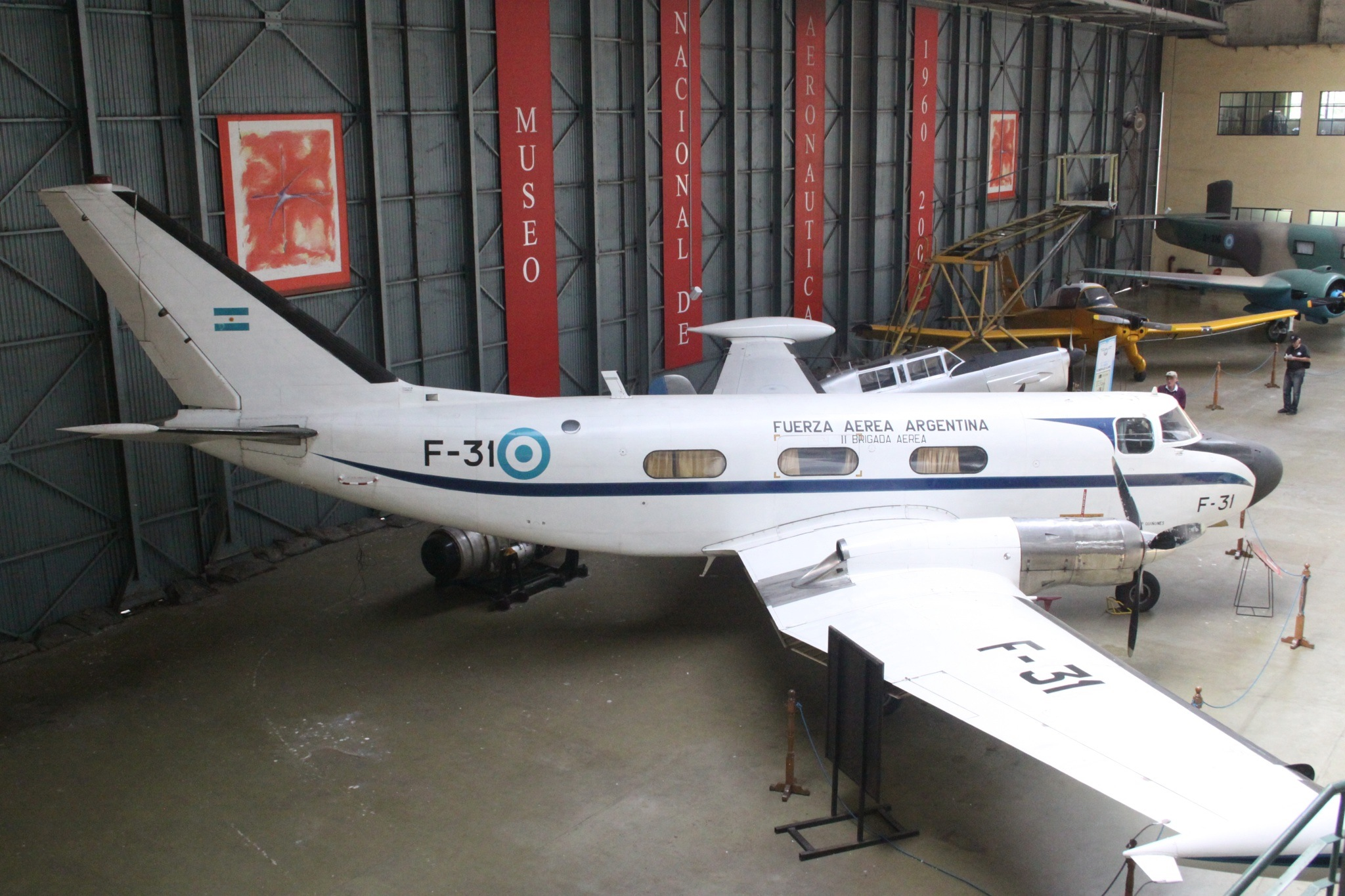
آی.ای ۵۰ گوارانی۲
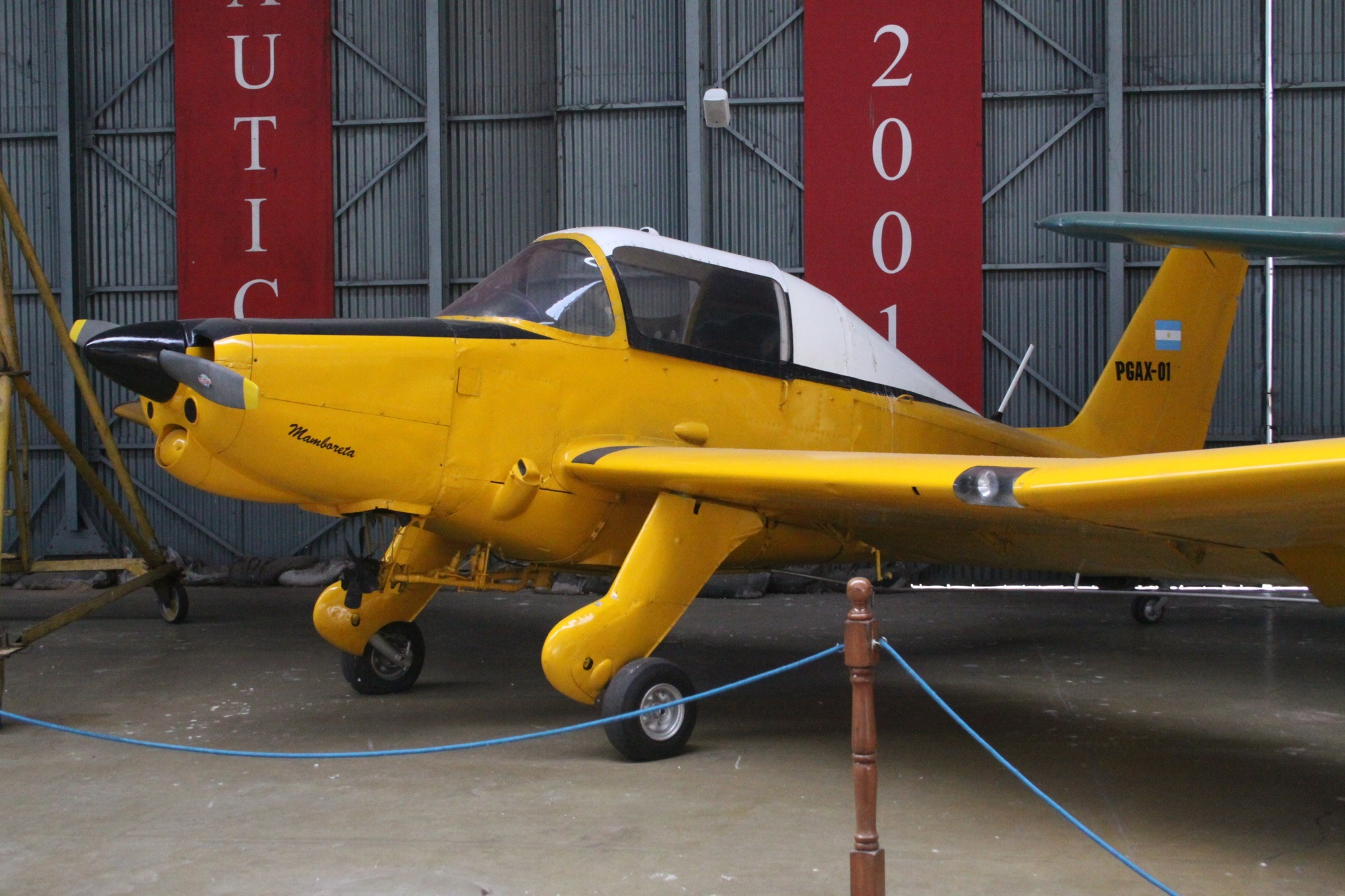
آی‌ای ۵۳ مامبورتا
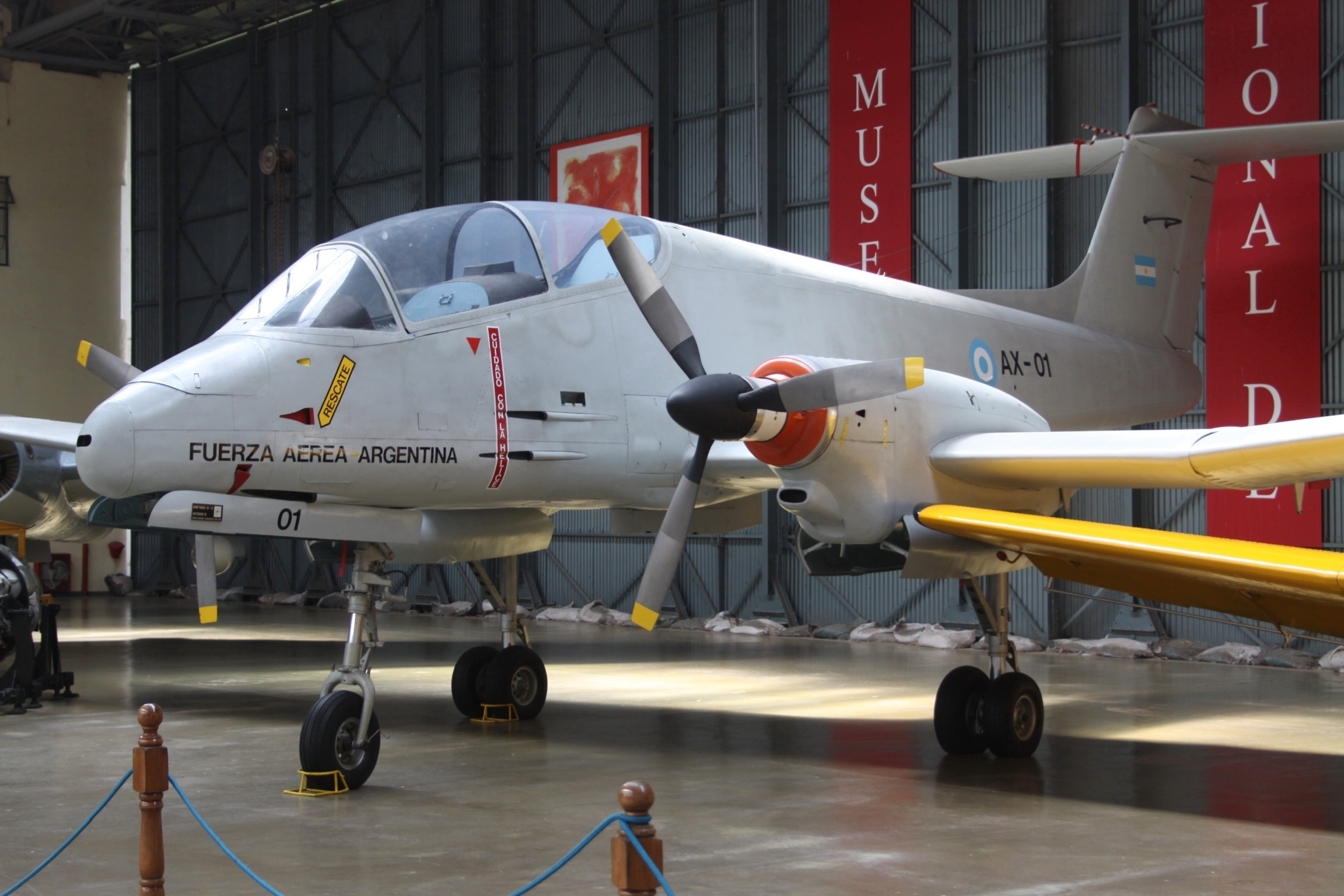
اف‌ام‌ای آی.ای ۵۸ پوکارا نمونه اولیه ای ایکس-۰۱
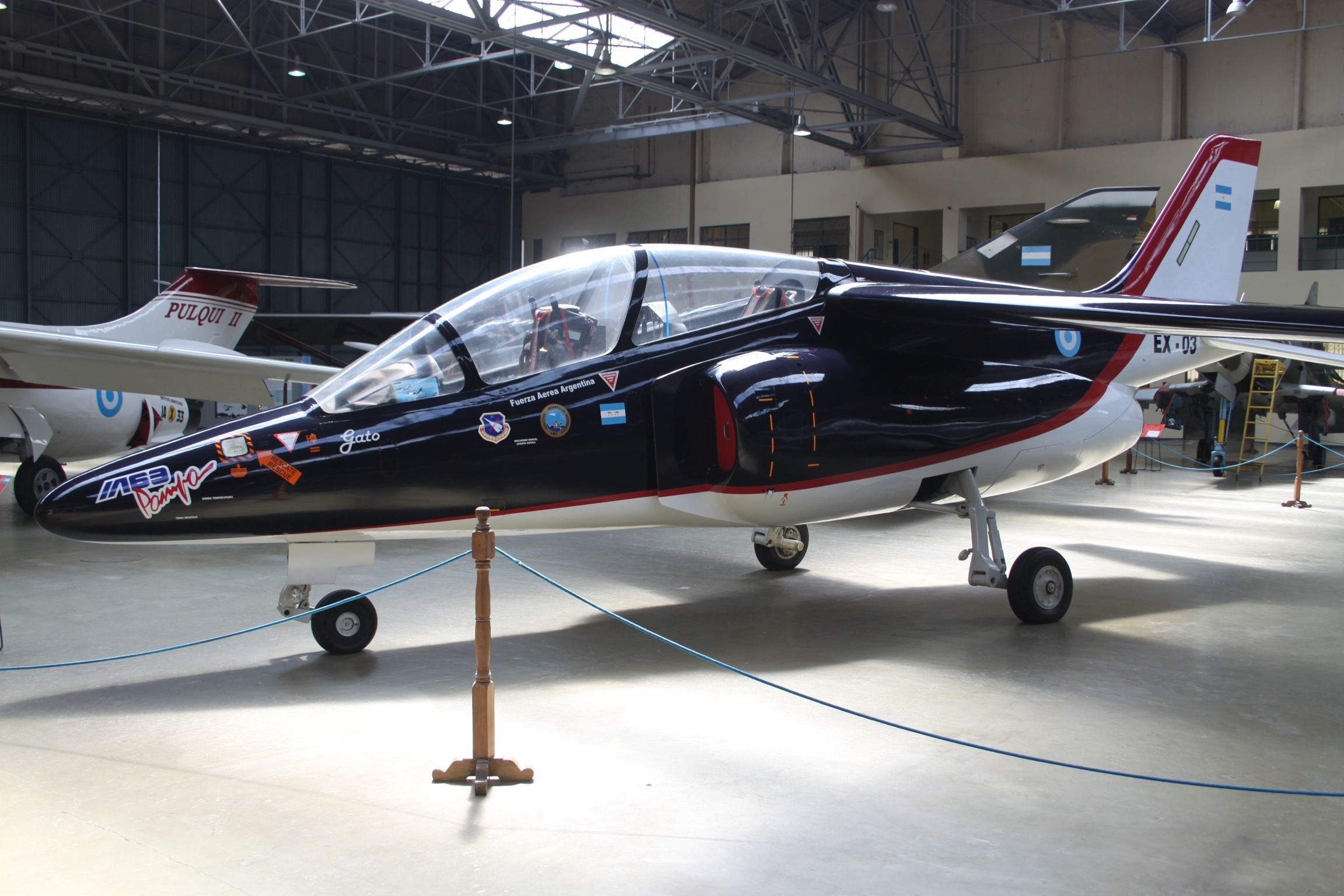
اف.ام.ای آی.ای-۶۳ پامپا نمونه اولیه ایی ایکس-۰۳
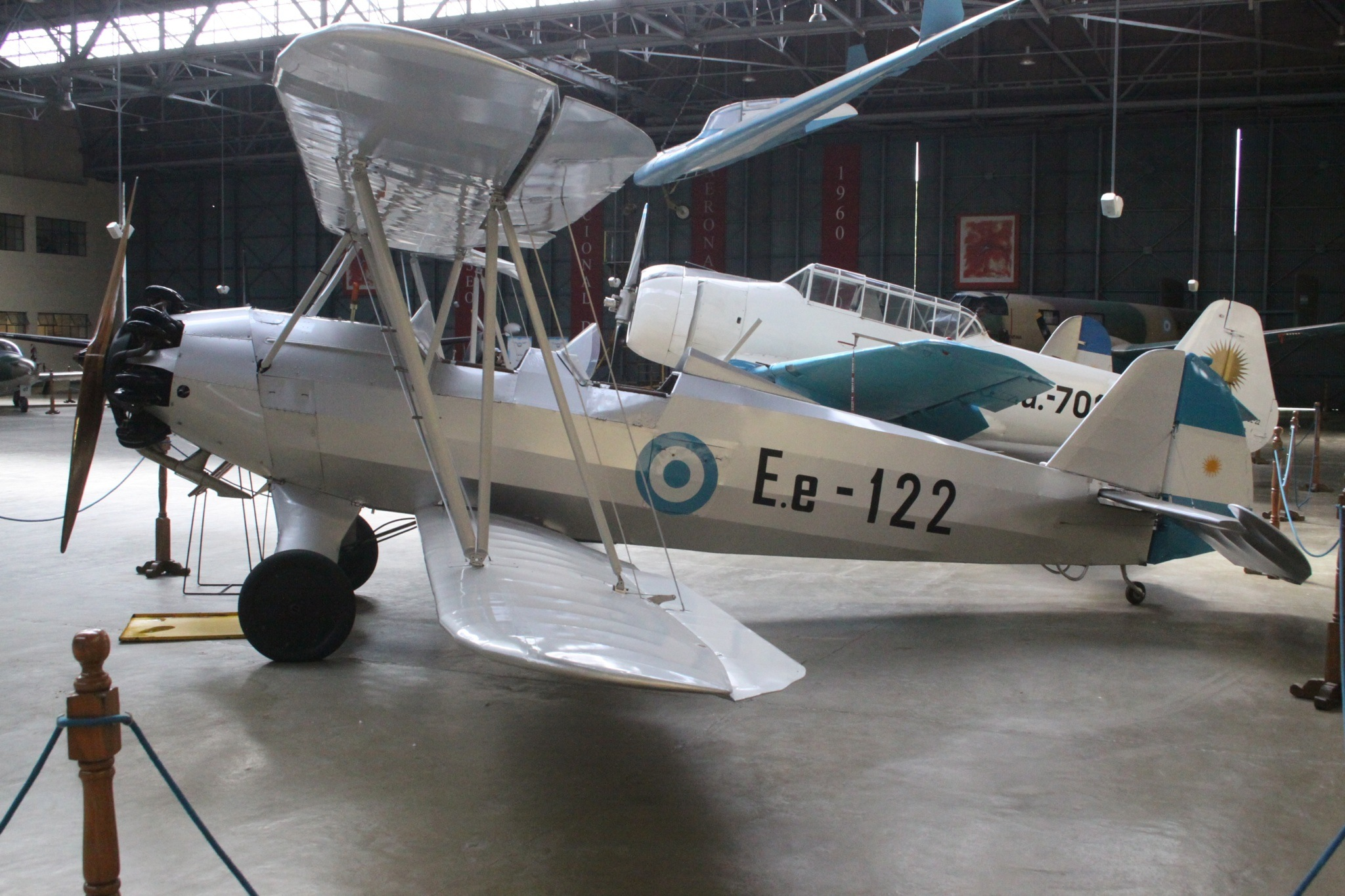
فوکه-وولف اف‌و ۴۴
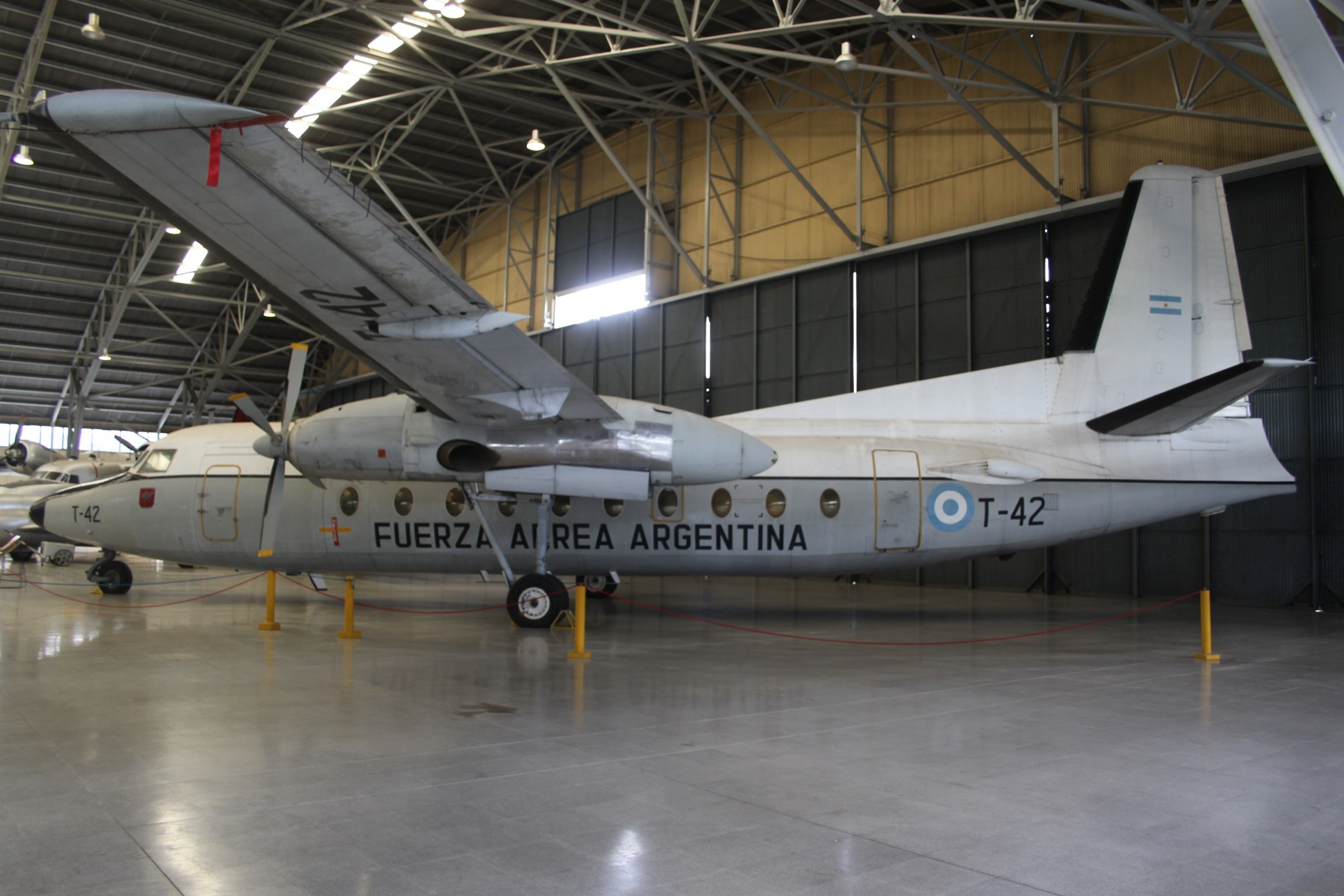
فوکر اف۲۷ تی-۴۲
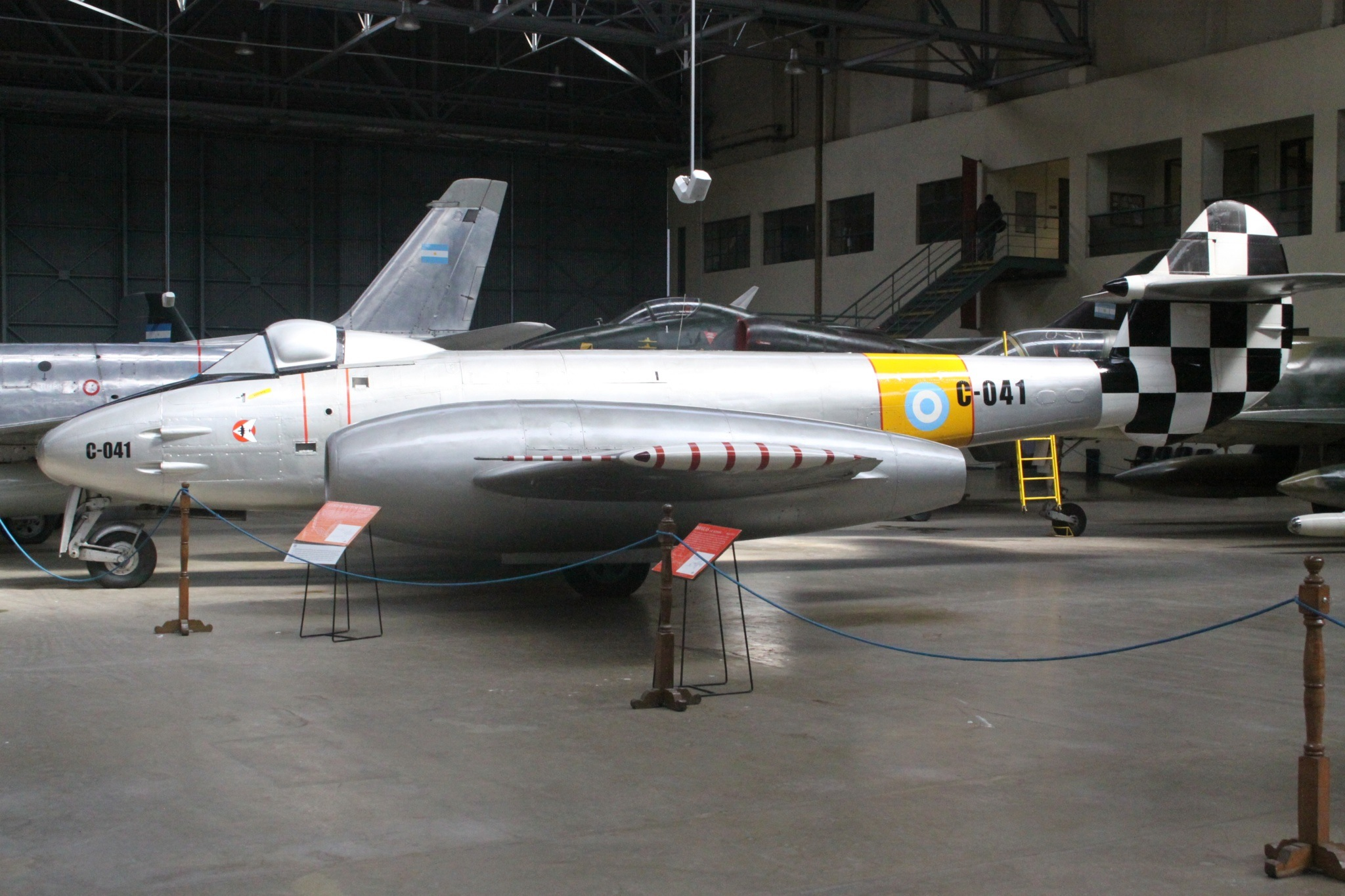
گلاستر متئور اف-۴
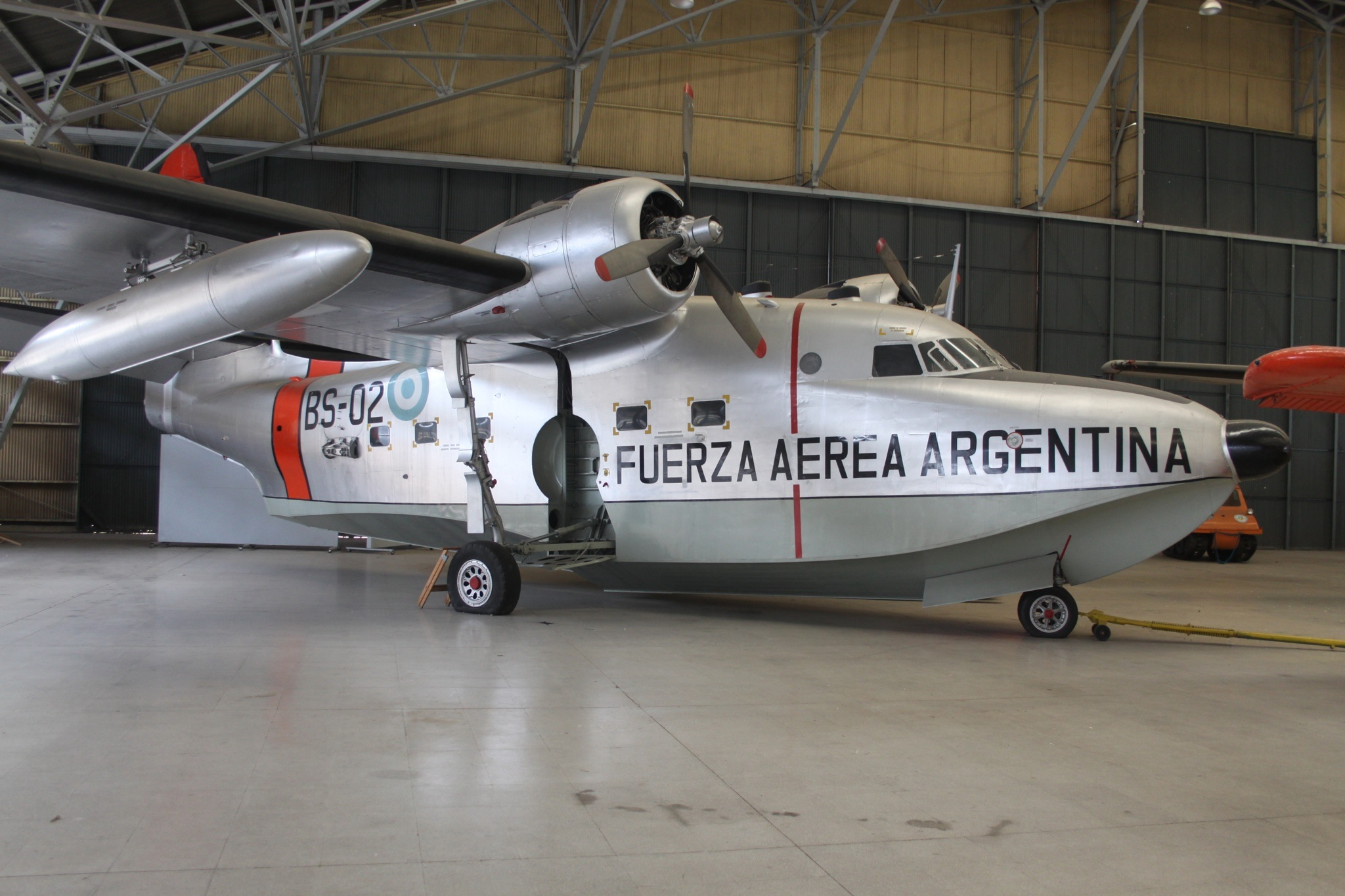
گرومن اچ‌یو-۱۶ آلباتروس
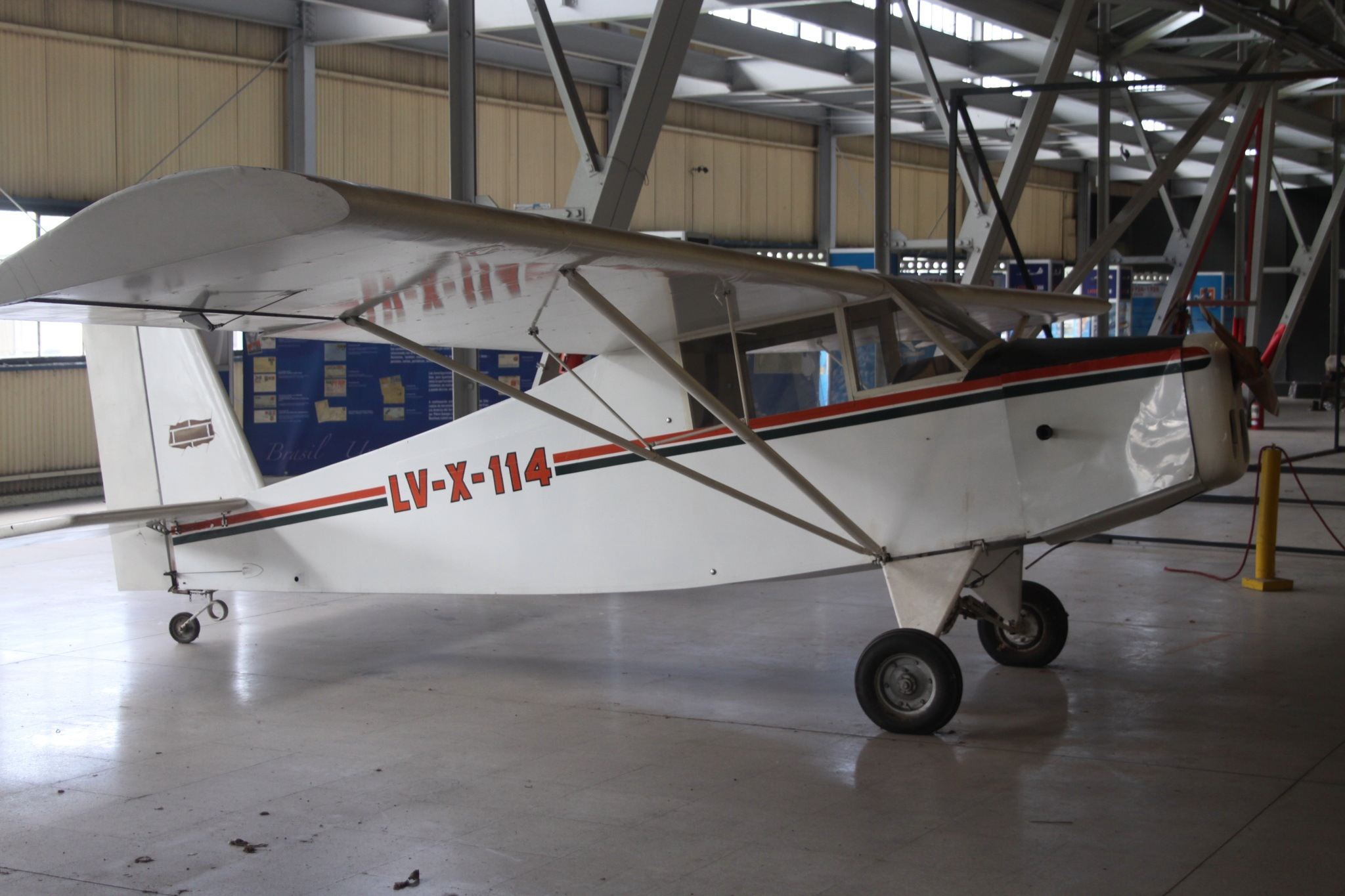
Iriarte Ladrillo (experimental)
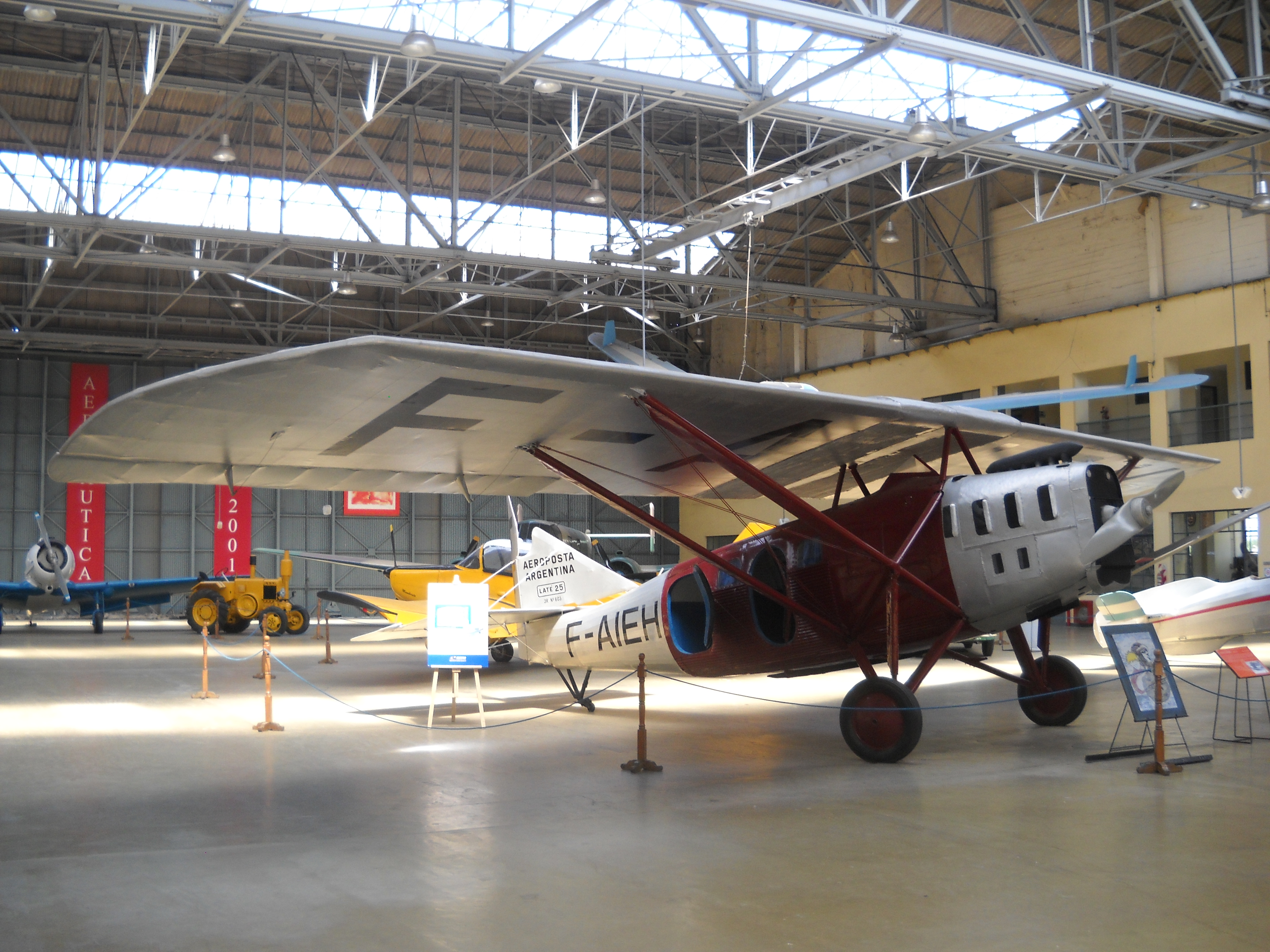
لاتکوئر ۲۵
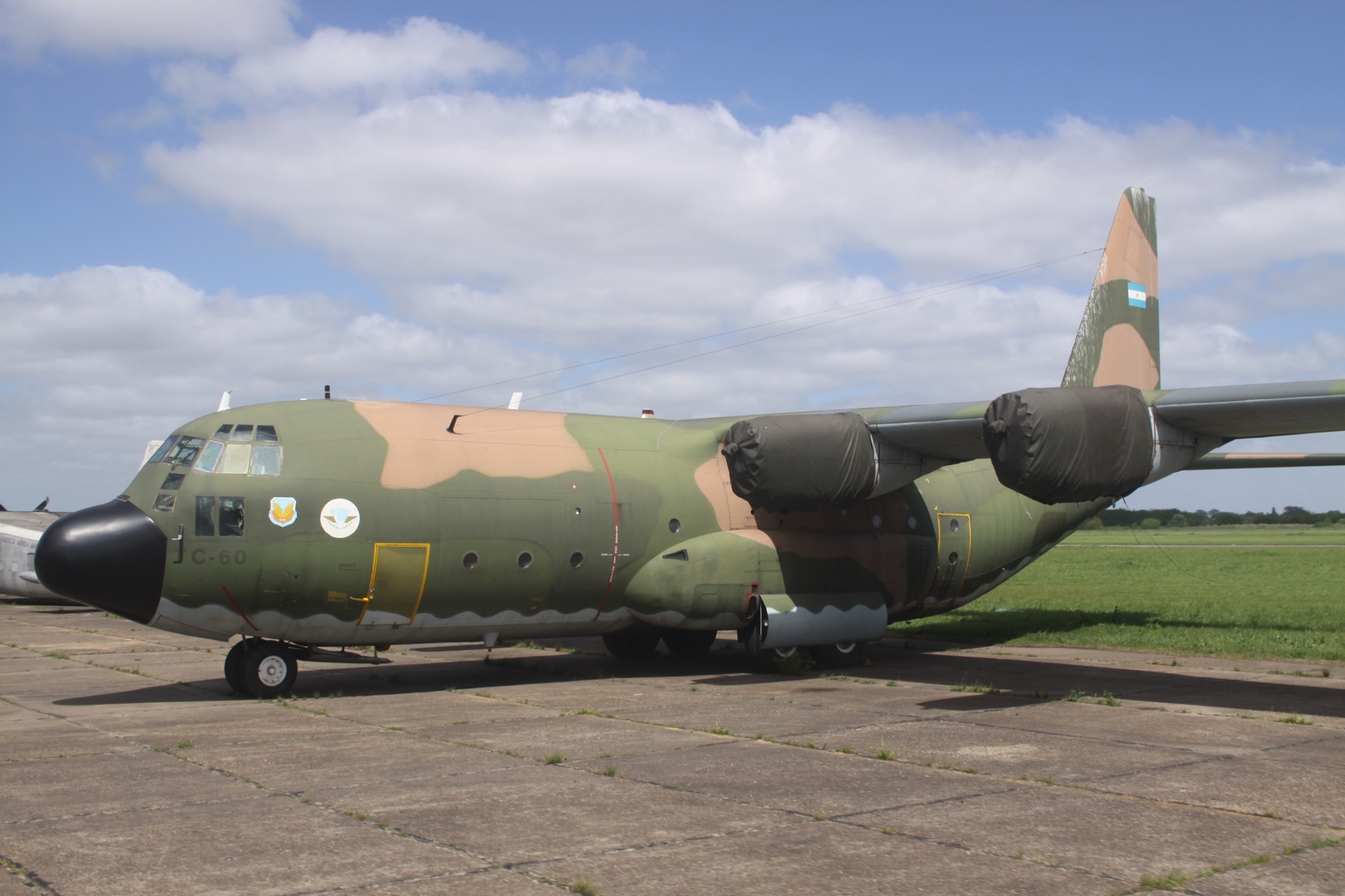
لاکهید هرکولس سی-۱۳۰ بی تی‌سی-۶۰
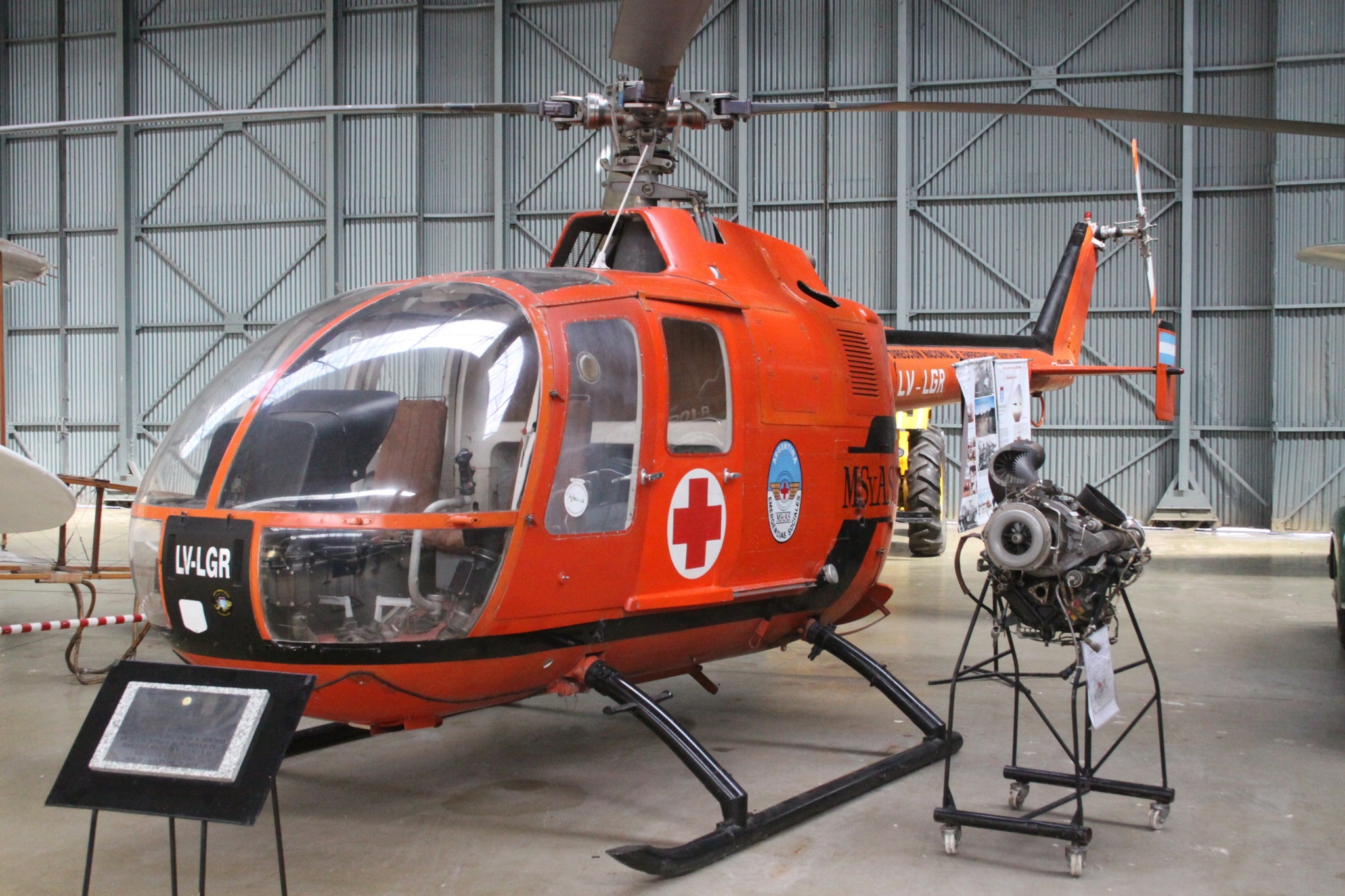
ام‌بی‌بی بو ۱۰۵سی
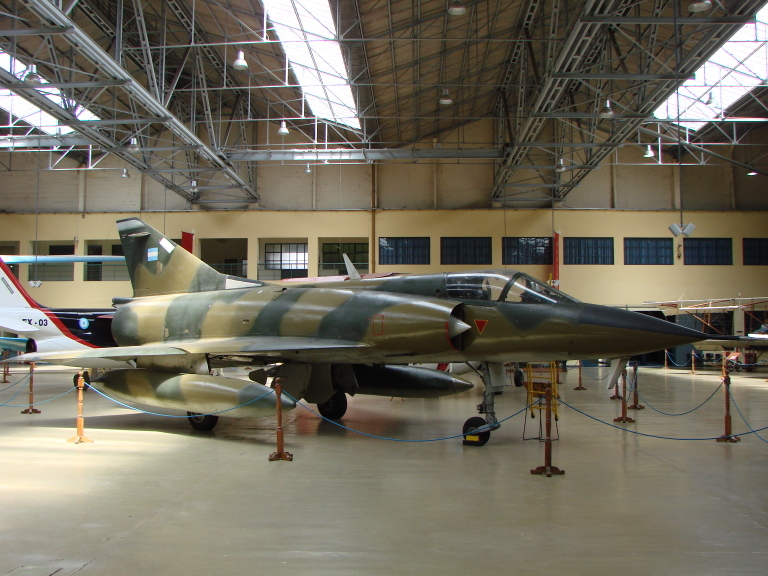
داسو میراژ ۳ سی
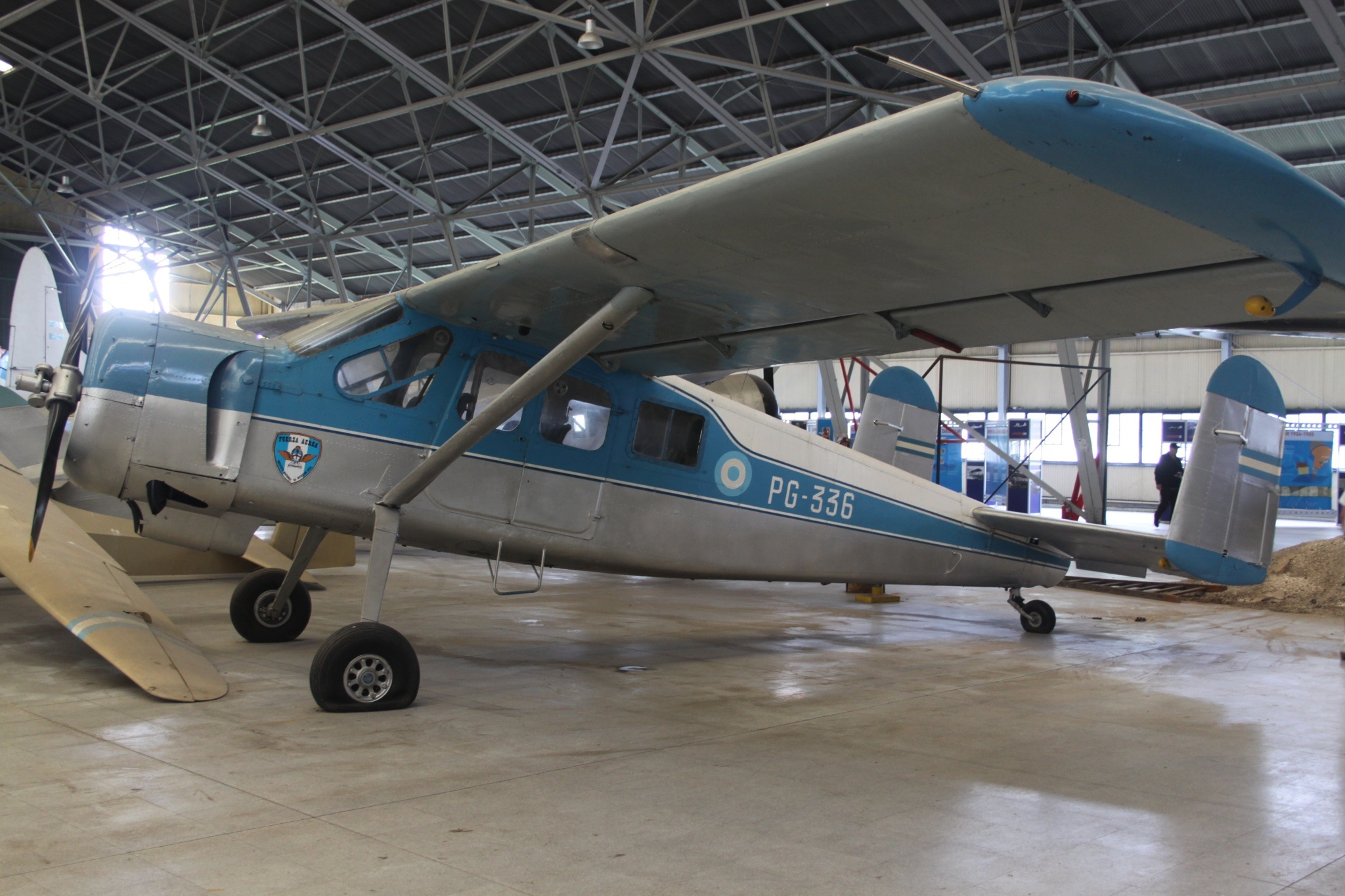
Max Holste 1521 Broussard
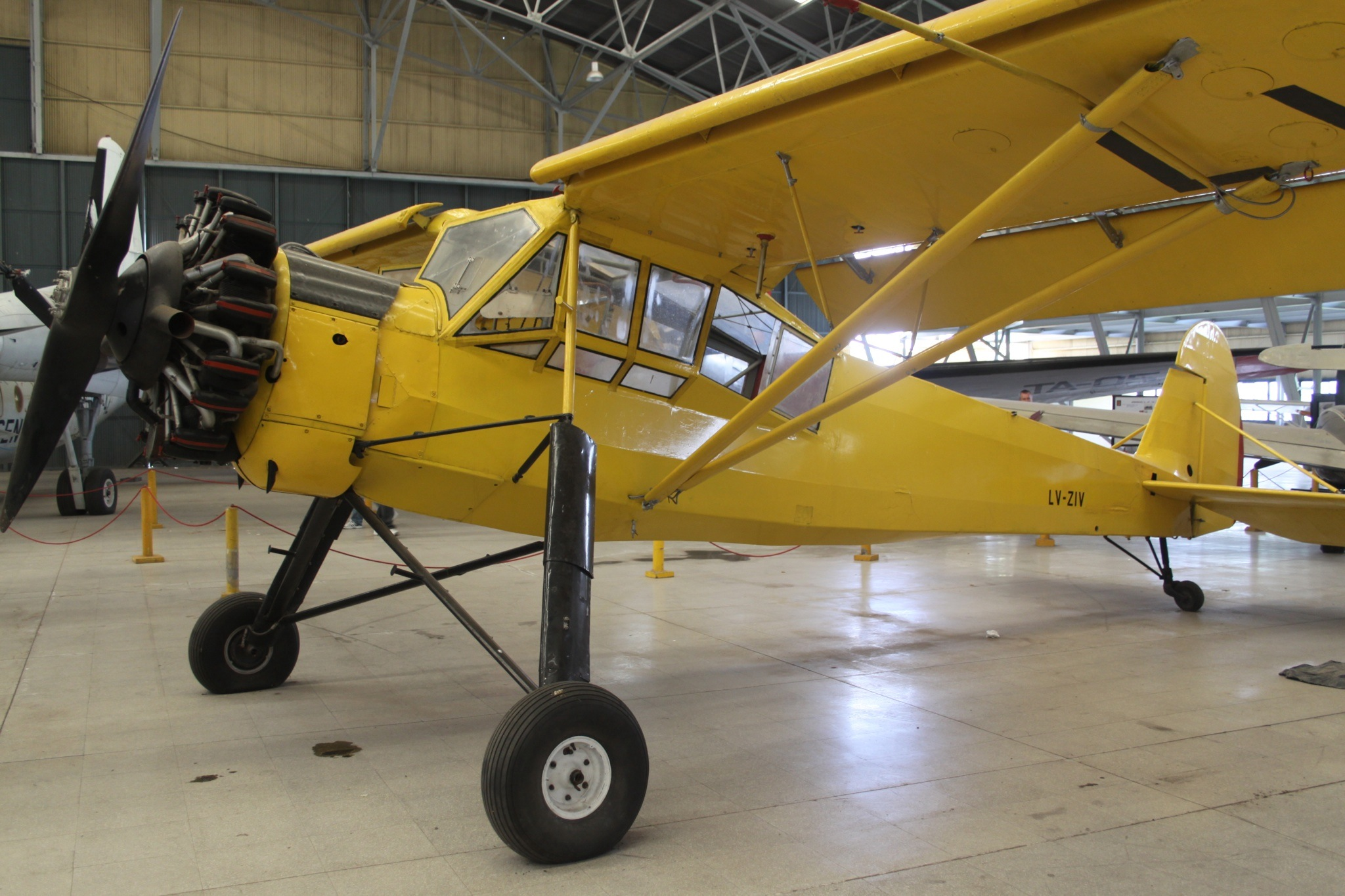
موران-سالنیر ام‌اس.۵۰۲ کریکت
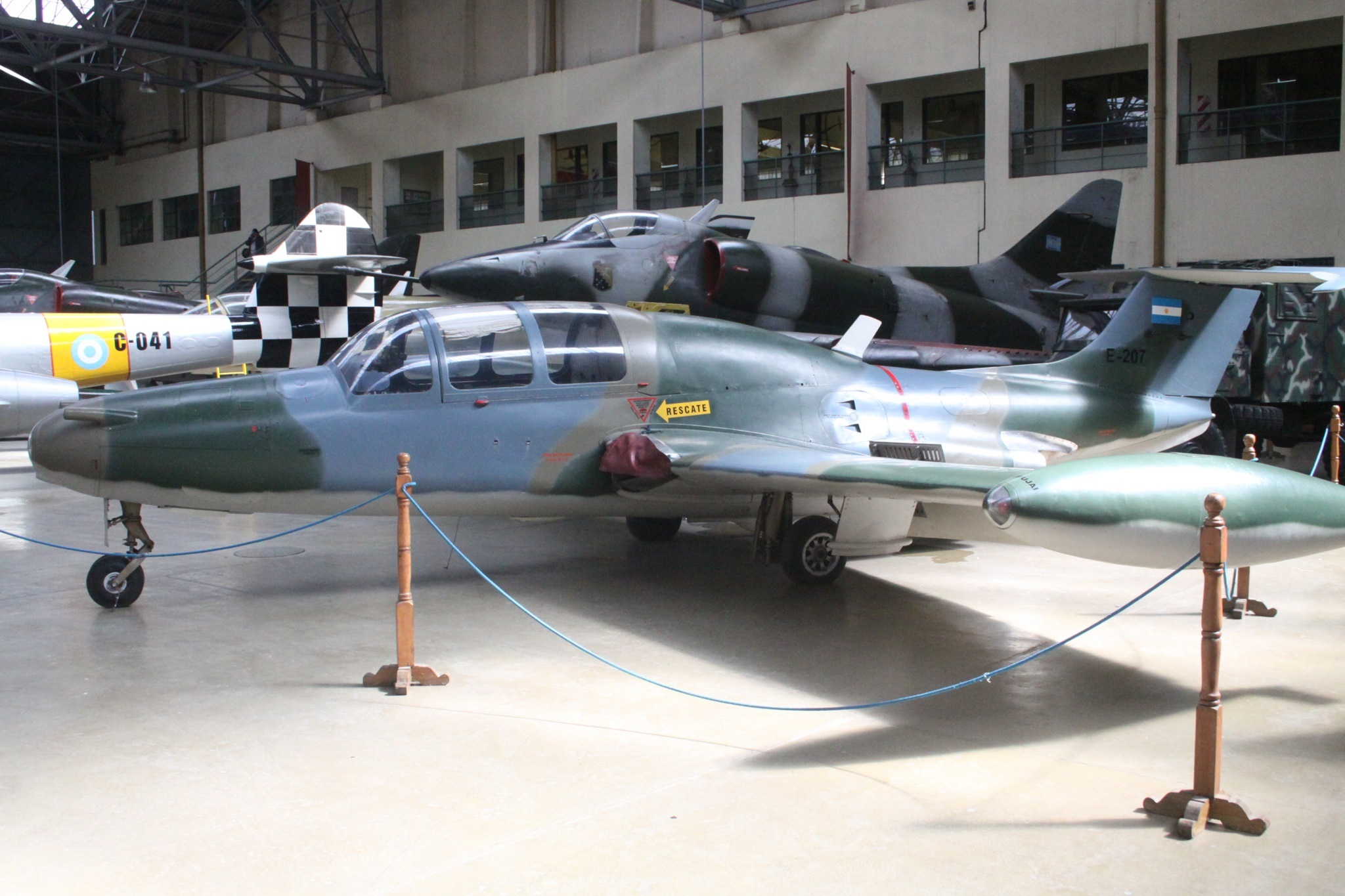
موران-سالنیر ام‌اس.۷۶۰ پاریس
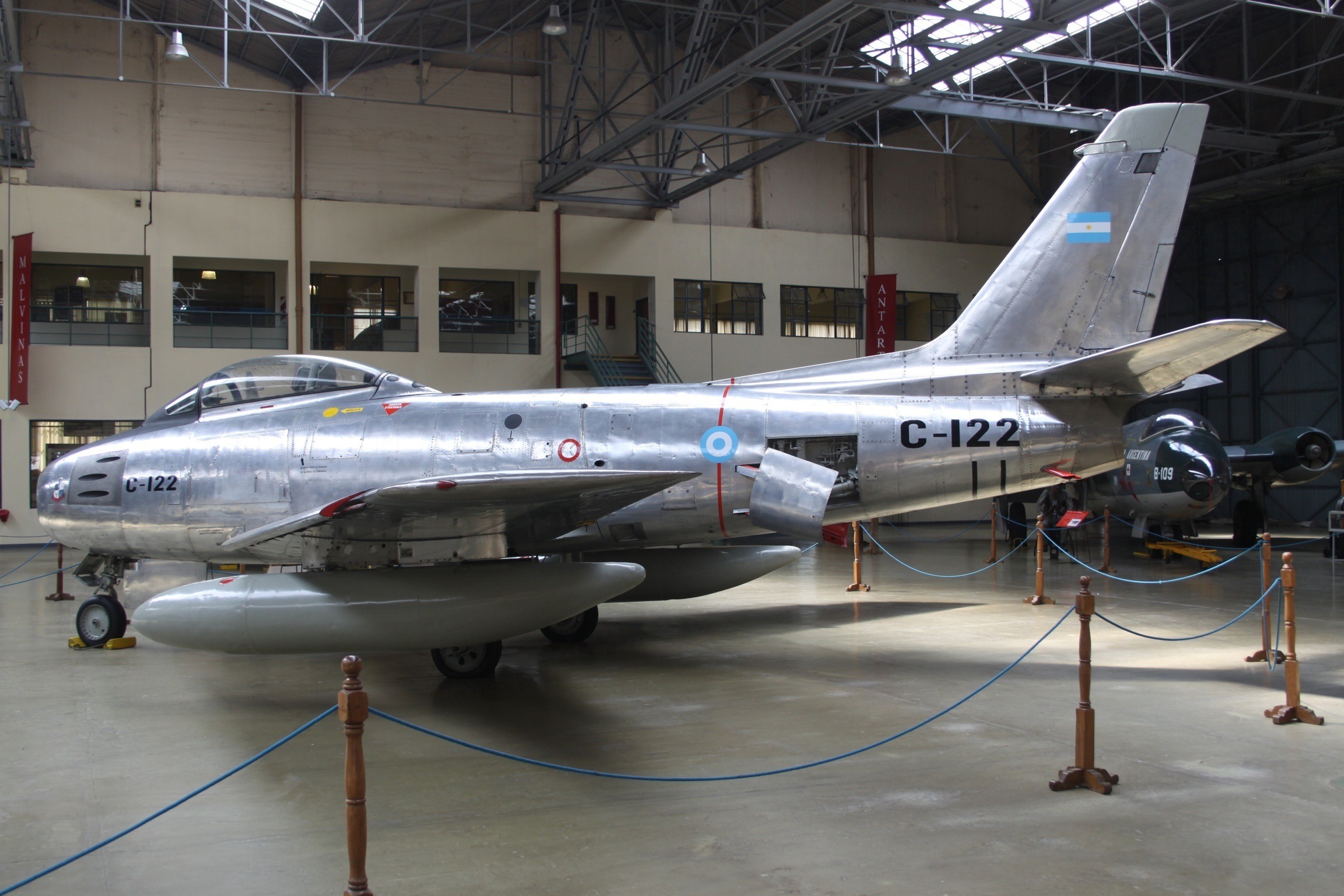
اناف-۸۶ سیبر
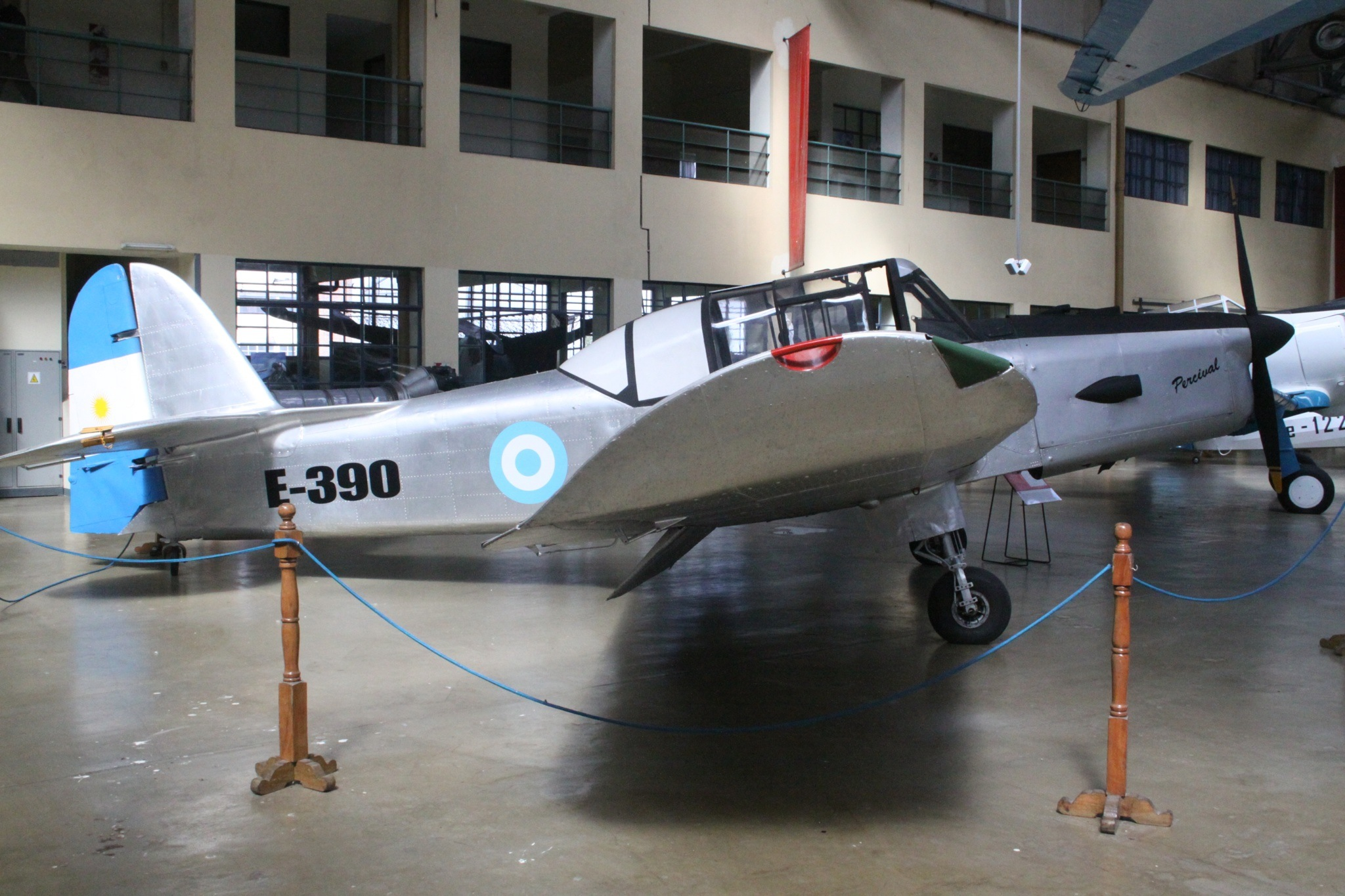
پرسیوال پرنتیس تی.۱
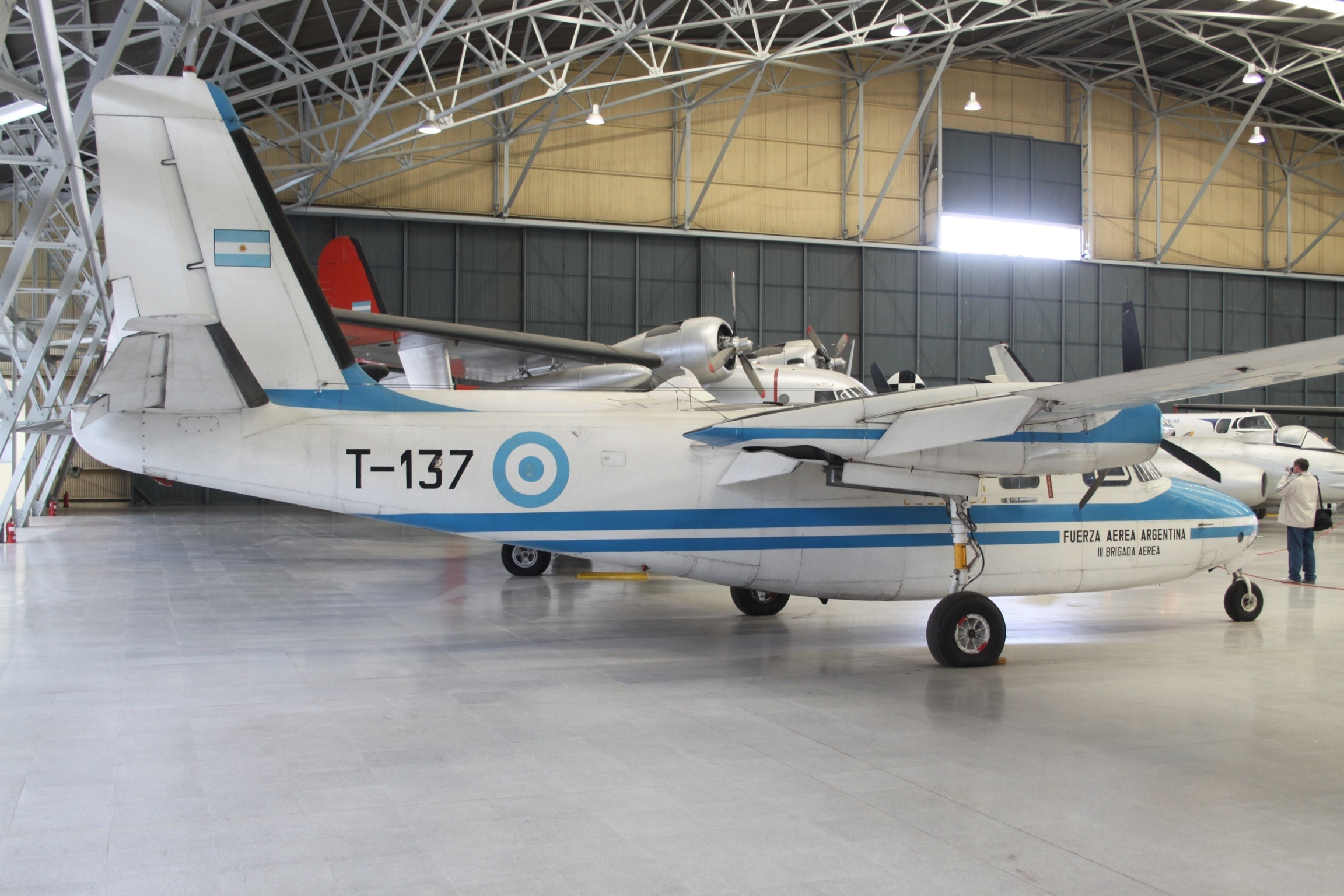
راکول ایرکماندر ۵۰۰
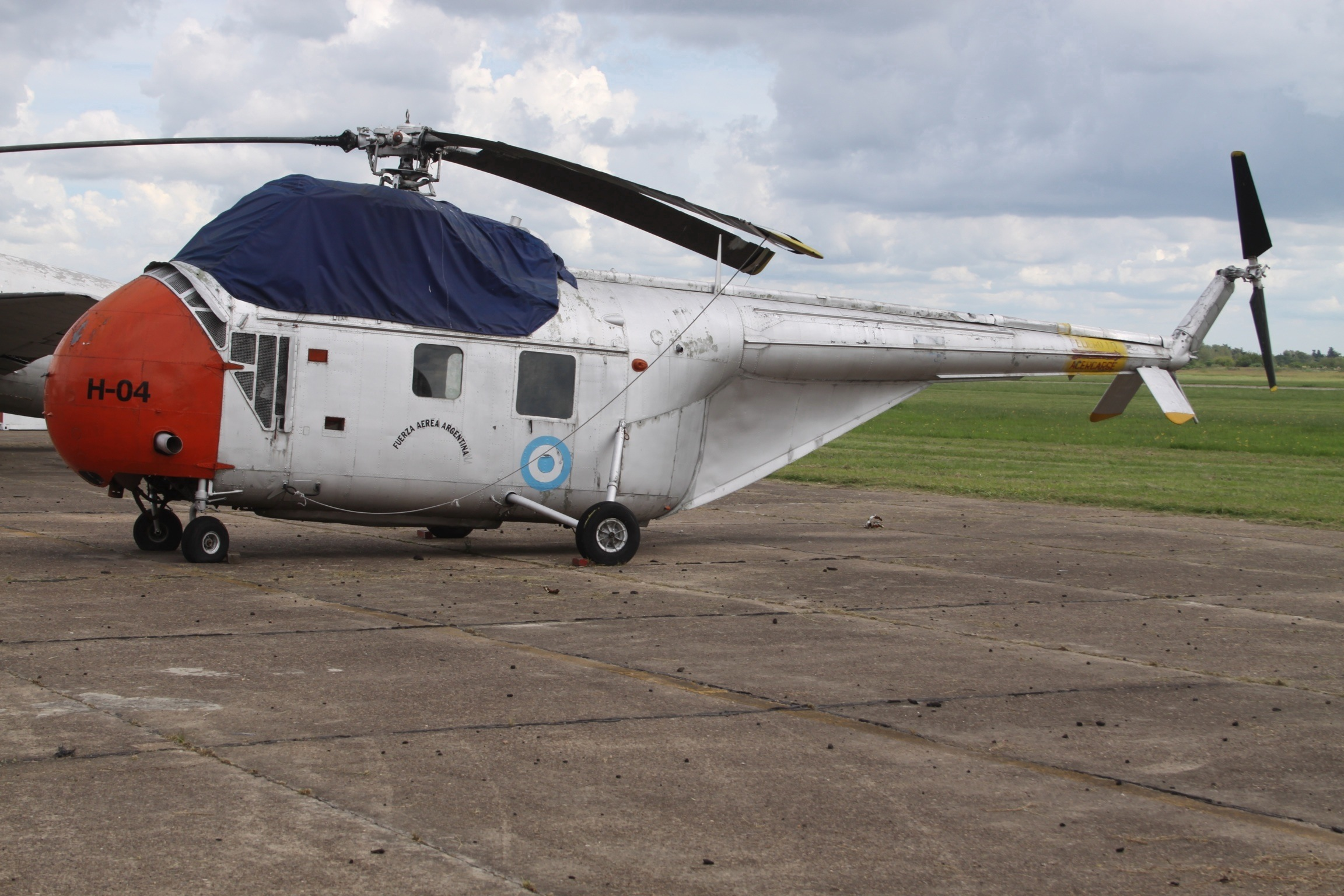
سیکورسکی اس ۵۵، اچ-۰۴
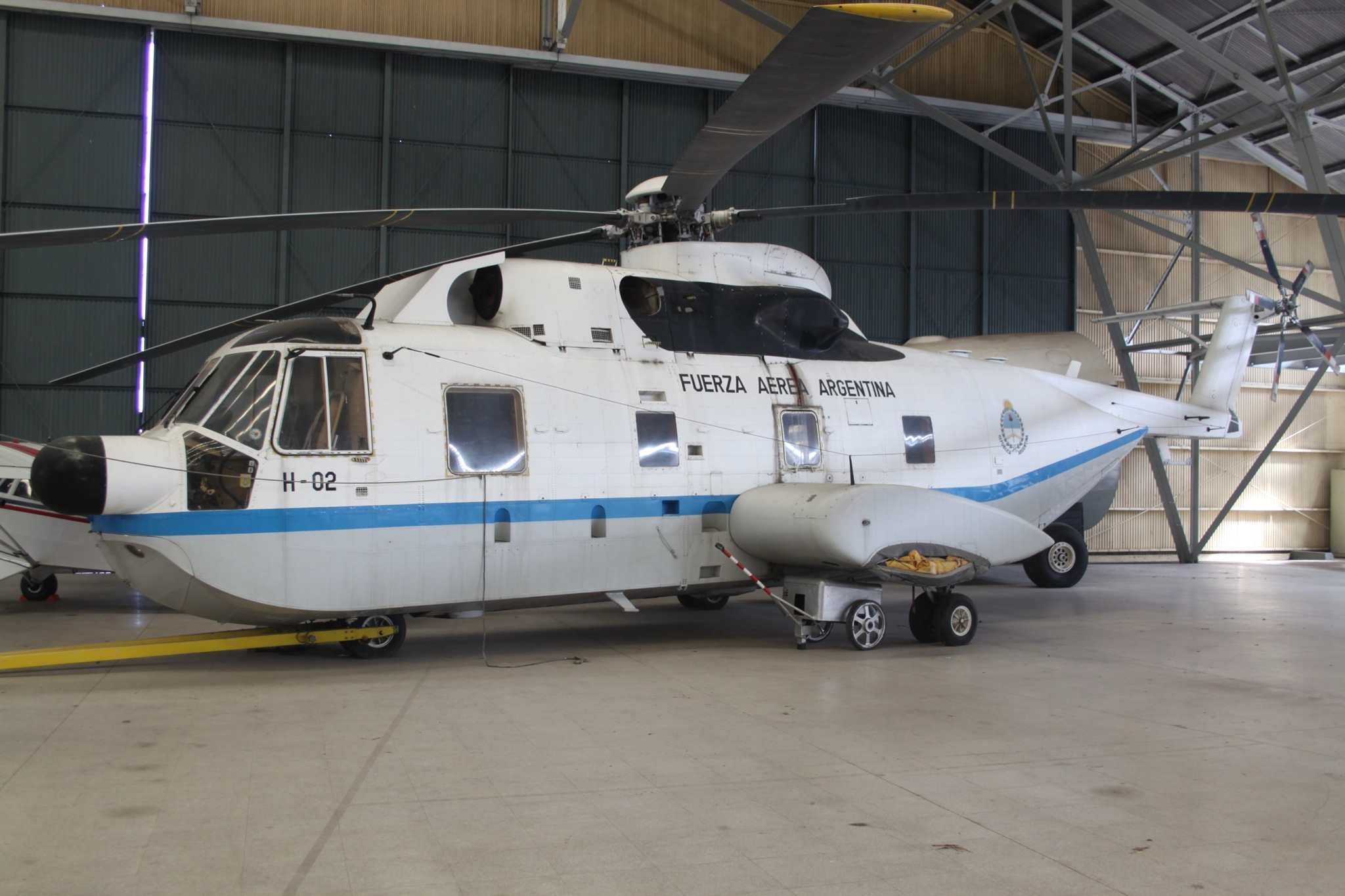
سیکورسکی اس-۶۱آر اچ-۰۲
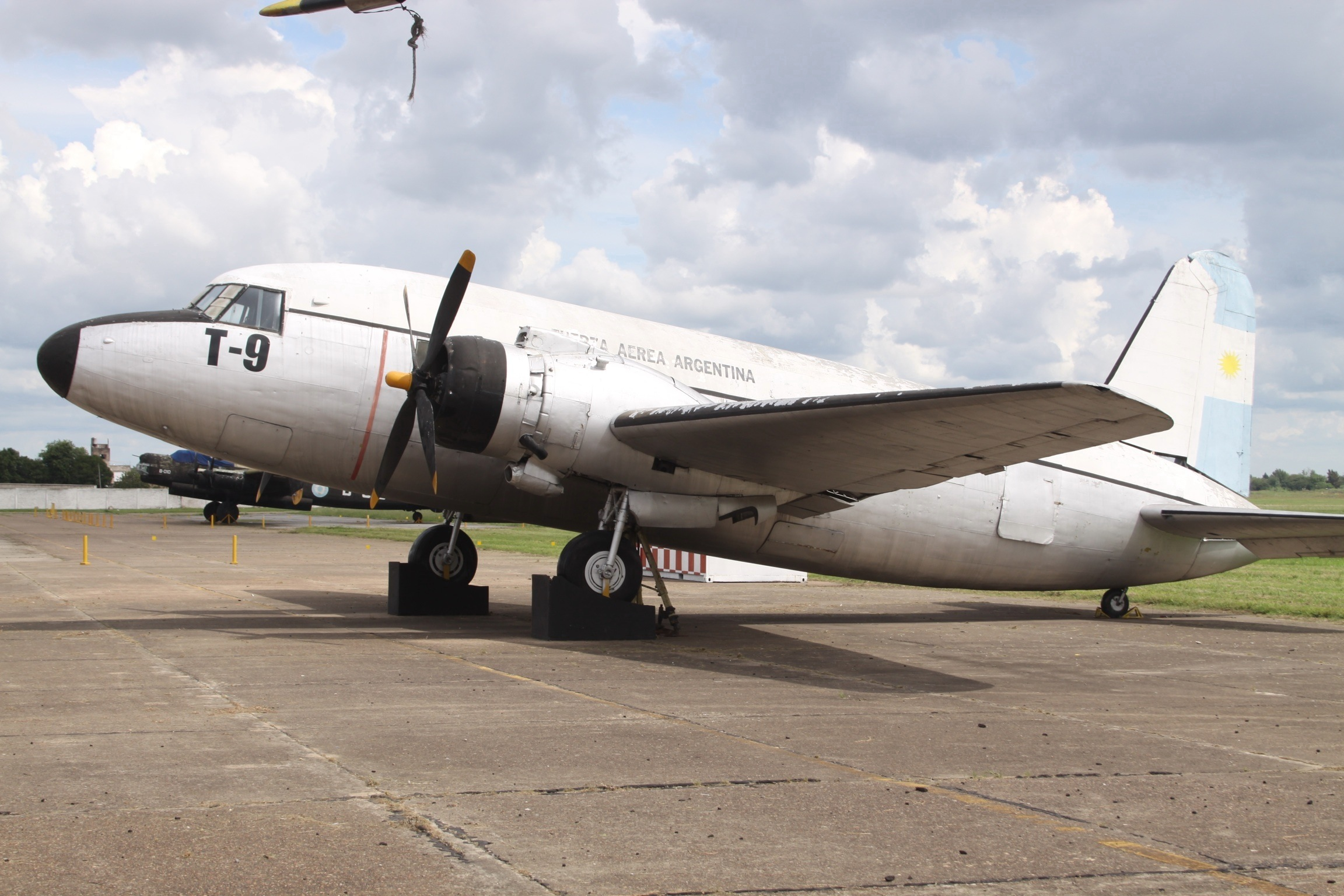
ویکرز وایکینگ